# Saint-Savinien
Pour les articles homonymes, voir Savinien.

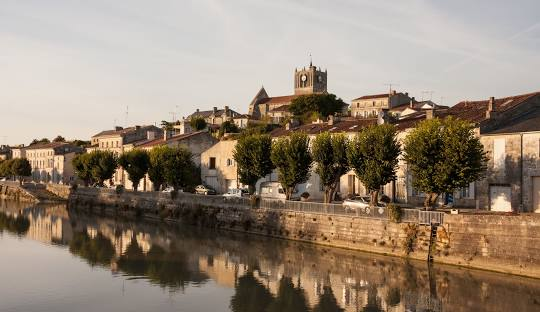
Exposé plein Sud, le Quai du Port était appelé "Le Petit Nice" au courant du 20e siècle.

Saint-Savinien (appelée localement Saint-Savinien-sur-Charente), est une commune du Sud-Ouest de la France située dans le département de la Charente-Maritime, en région Nouvelle-Aquitaine. Ses habitants sont appelés les Savinois.
Bénéficiant d'un air marin permanent dû à la Charente, le village est un lieu de balade, en particulier l'été. Né dans un îlot de verdure, entouré de marais et de vallons, l'architecture bourgeoise du 19e siècle dont il a hérité au cœur de la nature, le classera parmi les petites cités de caractère.
La commune est labellisée « Villages de pierres et d'eau », initié par le conseil général afin de promouvoir des sites exceptionnels présentant la particularité d'être situés au bord d'une étendue d'eau (mer, fleuve, étang...).
Elle est composée d'une mosaïque de milieux naturels et est un haut-lieu pour les chauves-souris, étant composée d'un impressionnant réseau souterrain d'anciennes carrières. Chaque année y est célébrée la Nuit de la Chauve-Souris.
Elle accueille une population de Moineaux friquets, en danger d'extinction en France, autour duquel les habitants de la ville ont mené diverses actions de sauvegarde,.

## Géographie

### Situation géographique
La commune de Saint-Savinien est située au centre du département de la Charente-Maritime, dans l'ancienne province de Saintonge. Appartenant au Midi atlantique, elle peut être rattachée à deux grands ensembles géographiques, le Grand Ouest français et le Grand Sud-Ouest français.
La partie occidentale du territoire communal est formée par un escarpement rocheux dominant le lit de la Charente. Les falaises du Chail (terme signifiant « caillou ») ont longtemps abrité des carrières de pierre de taille, aujourd'hui désaffectées. À proximité de celles-ci se trouve le promontoire du « Peu » (mot saintongeais signifiant « hauteur ») qui abrite le cœur historique de la ville. Au nord-ouest du territoire communal, non loin du village d'Agonnay, s'étend au sein d'une zone composée de grands champs cultivés et de bosquets de chênes-verts, paysage typique du Nord de la commune, le plateau des « Chaumes de Séchebec » : bénéficiant d'une protection de biotope depuis 1984, relique d'un milieu fort répandu autrefois au Nord de la commune, se distingue par une végétation méditerranéenne de type garrigue. Le Sud de la commune comprend une large zone alluviale drainée, de prairies pâturées et de fauche, de fort intérêt écologique. Enfin, la partie orientale de la commune est partiellement couverte de forêts de chênes et de châtaigniers, alternant avec des terres cultivées, principalement affectées à la culture des céréales, du maïs, du colza et des tournesols.
Quatre cours d'eau traversent les terres communales : outre la Charente, ce sont le Bramerit, le Bertet et le Charenton.
La commune est une des étapes d'un sentier de grande randonnée balisé, le GR 360.

### Communes limitrophes
| Champdolent, Bords | Archingeay     | Les Nouillers          |
| Geay, Le Mung      | Saint-Savinien | Taillant               |
| Crazannes          | Port-d'Envaux  | Grandjean, Taillebourg |

### Hameaux et écarts
De par son étendue, la commune de Saint-Savinien compte de nombreux hameaux. Ces hameaux sont souvent situés le long des axes routiers principaux de la commune : les routes départementales.
Ainsi, sur la route de Saint-Jean-d'Angély, on trouve successivement les hameaux de la Richardière, des Benons et des Bertons ; sur la route de Saint-Hilaire-de-Villefranche, on trouve la Grande Thibaudière, Chez Denis, Chez Ferret, Chez Cavaud. En se rendant aux Nouillers, on longe Chez Marceau, la Gaillarderie, la Malette ; si l'on va à Bords, on traverse le Pontreau, et l'on effleure Vaufraîche et la Poussardière.
D'autres hameaux sont situés le long des cours d'eau qui alimentent la commune : c'est le cas de Forgette, à l'ouest du bourg, au bord de la Charente ; du Cormier et des Auzes, au nord, près du ruisseau Charenton ; de Chez Durand et des Galipeaux, au sud, le long du Bramerit.

Les communes rattachées à Saint-Savinien en 1973, Agonnay et Coulonge, ajoutent leurs lieux-dits à cette liste, certes non exhaustive, mais déjà longue : les villages éponymes, bien sûr, mais aussi l'Éguille (dans la première) et les Garlopeaux (dans la seconde). Dans chacune de ces anciennes communes se trouve toujours une mairie, jouant le rôle d'annexes à la mairie principale située à Saint-Savinien.

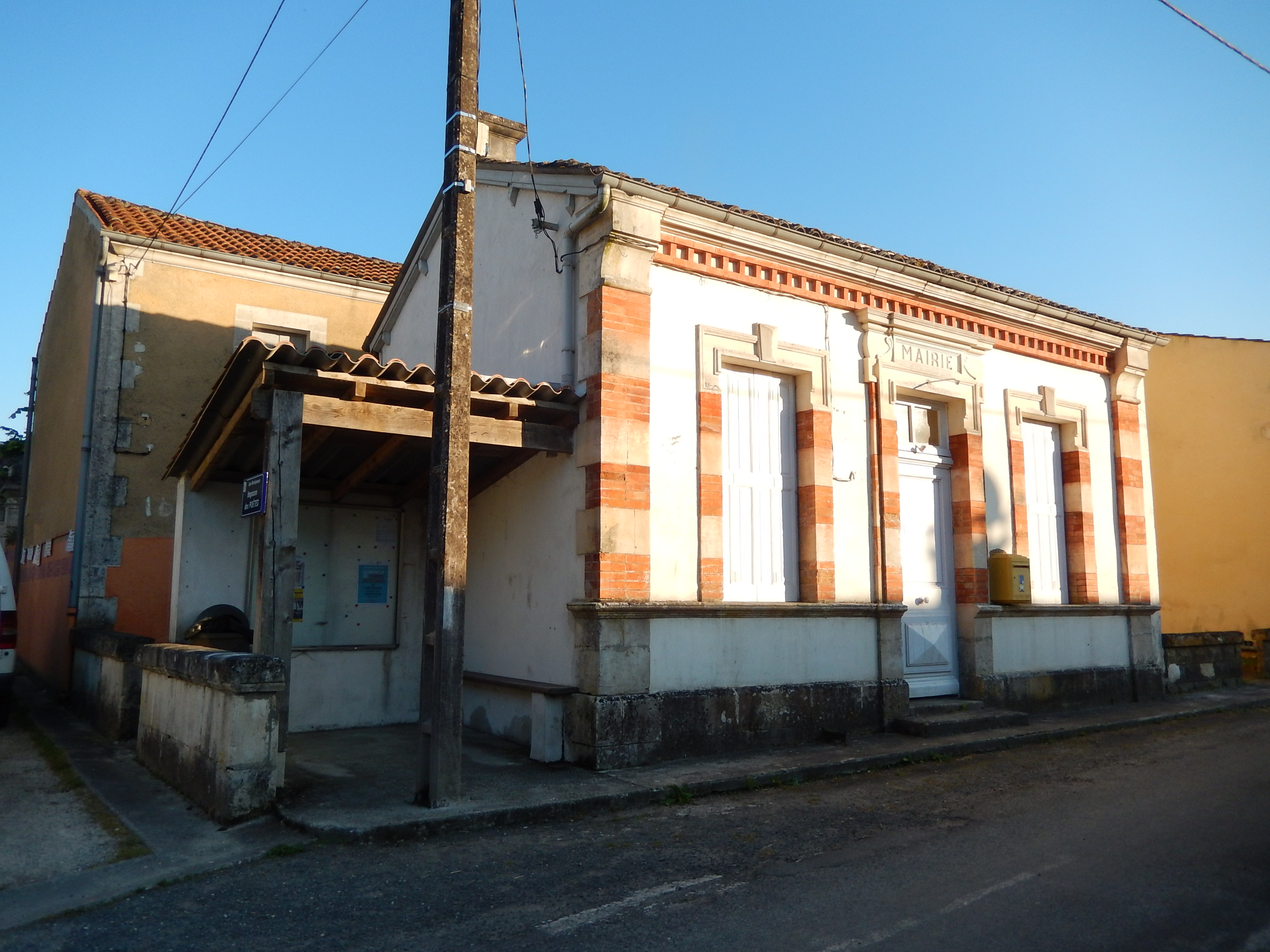
La mairie annexe de Coulonge-sur-Charente…
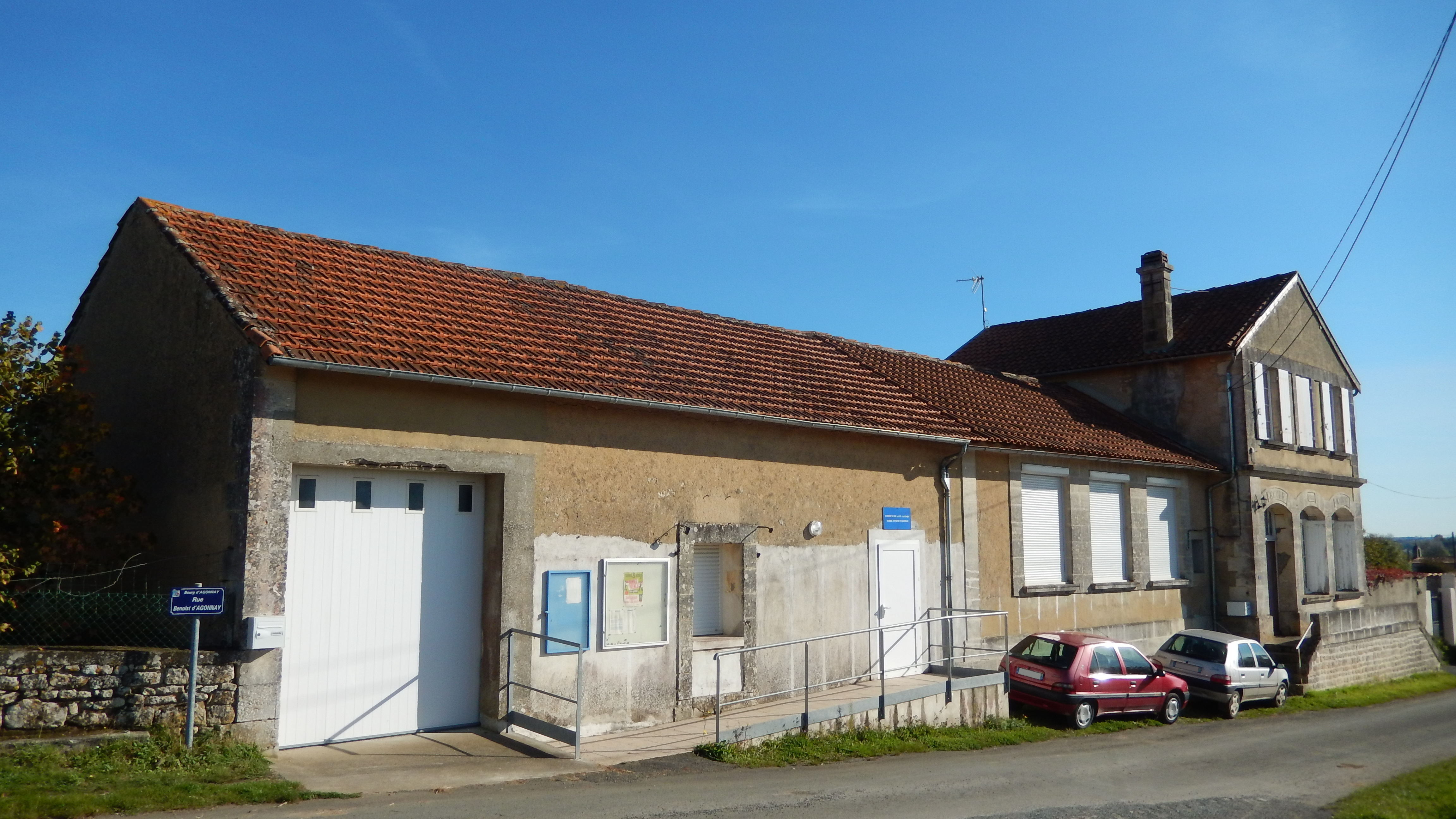
…et la mairie annexe d'Agonnay.

### Axes de communication
Un petit carrefour routier en Saintonge
Saint-Savinien joue un rôle de petit carrefour routier en Saintonge qui, cependant, voit son trafic automobile s'amplifier d'année en année lors de chaque saison estivale caractérisée par d'importantes migrations touristiques. La cité savinoise est en effet située sur un itinéraire bis des grands axes nord-sud.
La petite cité fluviale est située à l'intersection de deux routes départementales, la D 18 et la D 114. La première est une route départementale de première catégorie et de direction nord-est/sud-ouest, la seconde est une route départementale de deuxième catégorie et de direction nord-ouest/sud-est.
- Sur la D 18, Saint-Savinien est située à 15 km au sud-ouest de Saint-Jean-d'Angély, sous-préfecture dont elle dépend, et à 22 km au nord-est de la ville de Pont-l'Abbé-d'Arnoult, placée sur la route de Marennes, principal centre urbain du bassin de Marennes-Oléron.
- Sur la D114, cette petite ville se trouve à 19 km au nord-ouest de Saintes, principale agglomération de la Saintonge et à 30 km au sud-est de Surgères, ville principale de la plaine d'Aunis.

La desserte ferroviaire
Saint-Savinien dispose d'une gare ferroviaire toujours en activité sur la ligne Nantes-Bordeaux et est desservie principalement par les trains TER Nouvelle-Aquitaine. Cette halte ferroviaire dessert un bassin de vie de près de 25 000 habitants et permet d'accroître notamment les échanges avec la gare de Saintes, principale « étoile » ferroviaire de la Charente-Maritime.

### Climat
Le climat est de type océanique : la pluviométrie est relativement élevée en automne et en hiver et les hivers sont doux. L'été reste tempéré grâce à la brise marine. Deux vents venant de l'océan, le noroît et le suroît, soufflent sur les côtes du département. L'ensoleillement de la côte charentaise est très important : avec 2250 heures par an, il est comparable à celui que connaît une partie de la côte méditerranéenne.

#### Données générales
| Ville             | Ensoleillement · (h/an) | Pluie · (mm/an) | Neige · (j/an) | Orage · (j/an) | Brouillard · (j/an) |
| ----------------- | ----------------------- | --------------- | -------------- | -------------- | ------------------- |
| Médiane nationale | 1 852                   | 835             | 16             | 25             | 50                  |
| Saint-Savinien    | 2 250                   | 755             | 4              | 13             | 26                  |
| Paris             | 1 717                   | 634             | 13             | 20             | 26                  |
| Nice              | 2 760                   | 791             | 1              | 28             | 2                   |
| Strasbourg        | 1 747                   | 636             | 26             | 28             | 69                  |
| Brest             | 1 555                   | 1 230           | 6              | 12             | 78                  |
| Bordeaux          | 2 070                   | 987             | 3              | 32             | 78                  |

| Mois                        | Jan  | Fév  | Mar  | Avr  | Mai  | Jui  | Jui  | Aoû  | Sep  | Oct  | Nov  | Déc  | Année |
| Températures minimales (°C) | 3,4  | 4,0  | 5,4  | 7,4  | 10,7 | 13,7 | 15,8 | 15,7 | 13,7 | 10,5 | 6,3  | 3,9  | 9,2   |
| Températures maximales (°C) | 8,5  | 9,9  | 12,1 | 14,7 | 17,9 | 21,3 | 23,8 | 23,5 | 21,8 | 18,0 | 12,6 | 9,2  | 16,1  |
| Températures moyennes (°C)  | 5,9  | 6,9  | 8,7  | 11,1 | 14,3 | 17,5 | 19,8 | 19,6 | 17,8 | 14,2 | 9,4  | 6,6  | 12,7  |
| Ensoleillement (h)          | 84   | 111  | 174  | 212  | 239  | 272  | 305  | 277  | 218  | 167  | 107  | 85   | 2250  |
| Pluviométrie (mm)           | 82,5 | 66,1 | 57,0 | 52,7 | 61,1 | 42,9 | 35,1 | 46,4 | 56,5 | 81,6 | 91,8 | 81,8 | 755,3 |

#### Ouragan de décembre 1999
La Charente-Maritime est le département français qui a été le plus durement touché par l'ouragan Martin du 27 décembre 1999. Les records nationaux de vents enregistrés ont été atteints avec 198 km/h sur l'île d'Oléron.

## Histoire

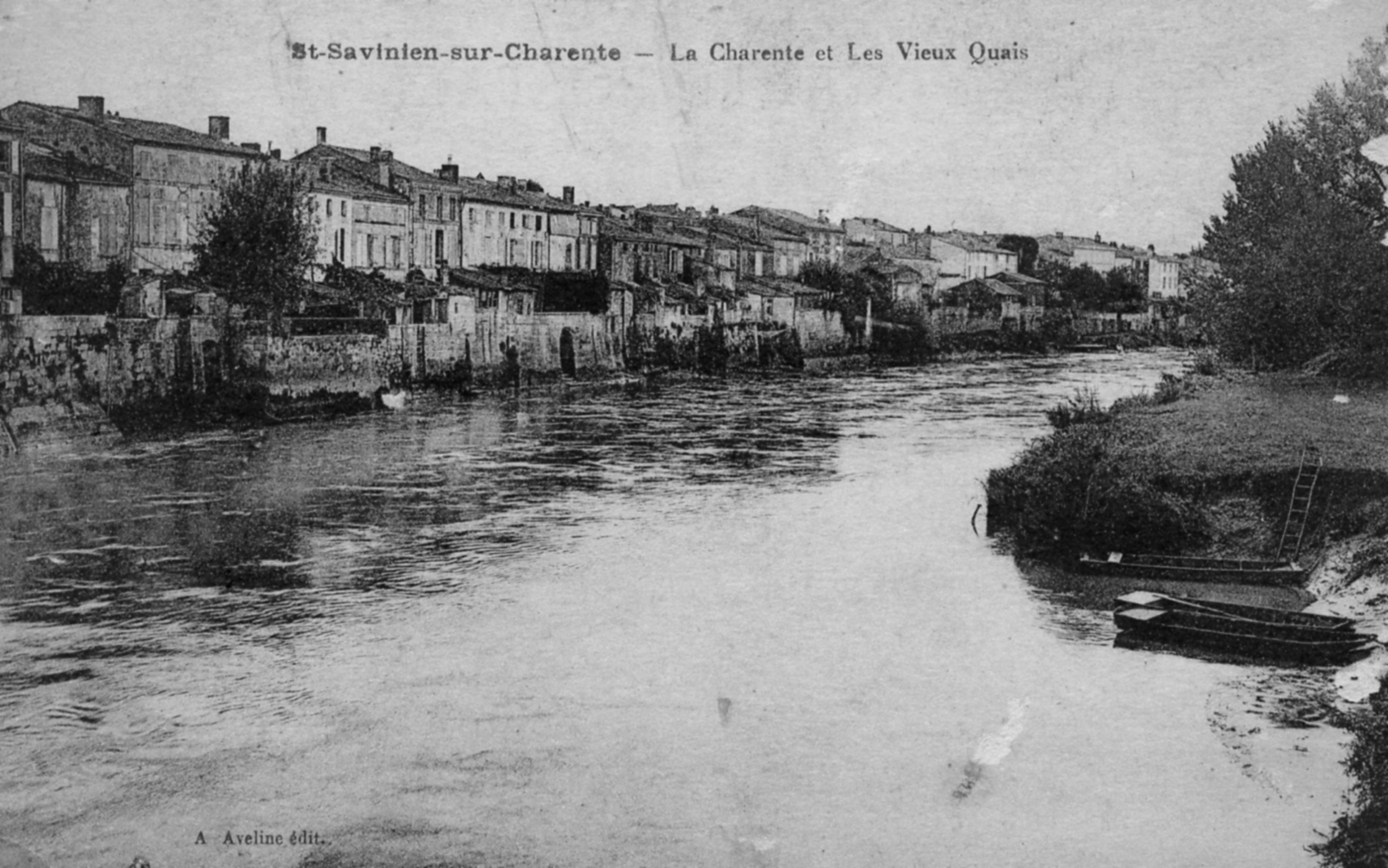
Quai de la Rue du Centre

Saint-Savinien-sur-Charente est une des cités les plus pittoresques de la Saintonge romane. Dominant le fleuve Charente de son éperon de roches calcaires dans l'extérieur d'une boucle, Saint-Savinien, déjà village gallo-romain, puis enjeu des invasions normandes, connut son essor au début du XVIIIe siècle.
Depuis 1274, un port est reconnu à Saint-Savinien. Puis c’est au cours du XVIIIe siècle que le trafic fut très dense grâce aux bateaux contenant des marchandises diverses et variées (eau-de-vie, bois, blé, pierres, sel, vin…). Toutes ces marchandises étaient acheminées dans la région ou dans toute la France (notamment en Bretagne) ou bien encore à l’étranger. Durant cette période, la commune fut appelée « Saint-Savinien le Port ».
Pendant le Moyen Âge, Saint-Savinien était sur le domaine du seigneur de Taillebourg.
La poissonneuse Charente (2e catégorie) faisait vivre toute une population de plongeurs qui remontaient du fond des patagaux (moules perlières d'eau douce). Les perles avaient une belle eau et en 1717, l'intendant de la Marine de Rochefort fit envoyer au Régent duc d'Orléans une de ces perles. L'incertitude des profits provoqua vers 1750 l'abandon de cette activité.
Les quais du port et du centre étaient intensément utilisés pour le commerce fluvial au XVIIIe siècle. La rue du Centre est bordée d'anciens commerces qui comprennent encore aujourd'hui, une descente à la Charente à l'arrière de la maison, pour y décharger les marchandises depuis le fleuve afin de les vendre côté rue.
À l'aval du quai du Port, une grande berge rocheuse en pente douce servait à charger les pierres transportées par bateaux et décharger le bois. Le fleuve poissonneux était lieu d'échange, de pêche et les quais de Saint-Savinien, de vente. Le Saumon atlantique était notamment présent, si bien que plusieurs observations de Marsouins en pêche au niveau de l'Allée des Soupirs ont été rapportées.

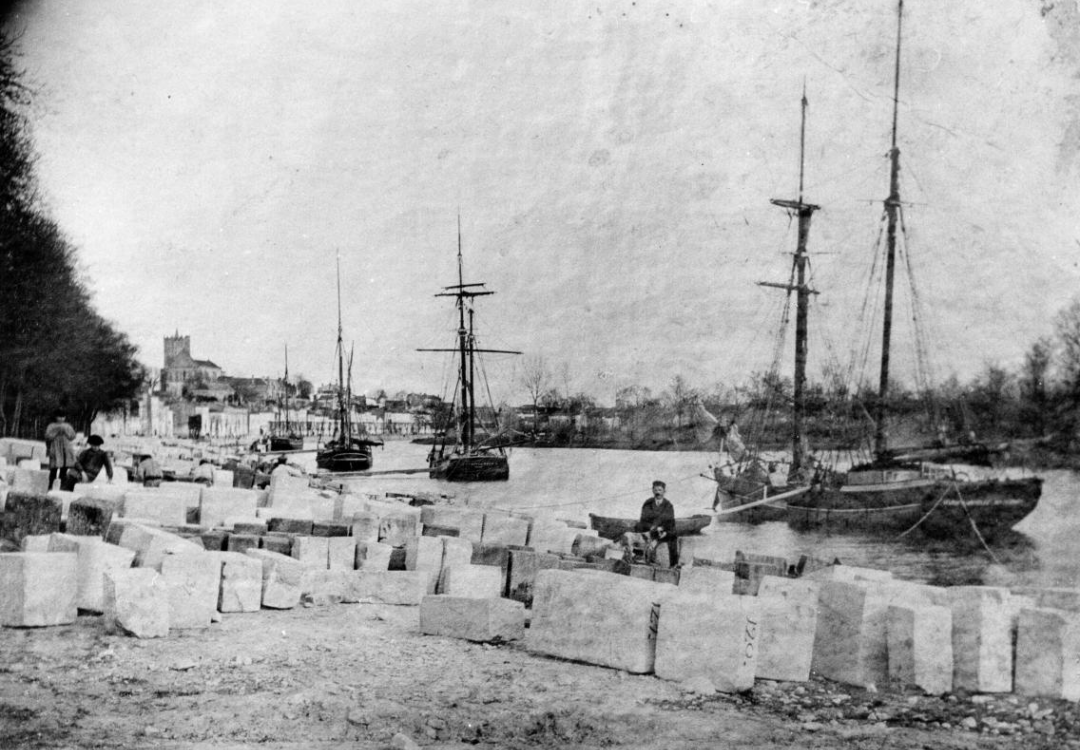
Commerce des pierres de taille

Un intense trafic de gabares, allèges et galliots permit de donner l'appellation officielle durant de longues années de Saint-Savinien-le-Port. Ces bateaux transportaient, entre Angoulême et la mer (ports de Rochefort et de La Rochelle), les pierres de taille à grain très fin qui servirent à l'édification de nombreux monuments à travers le monde, le bois de construction et de chauffage, les vins et eaux-de-vie de Saintonge. Un canal fut creusé en 1860 pour faciliter la navigation sur le fleuve, permettant à titre d'exemple, à 600 bateaux de mer de remonter le fleuve jusqu'à port d'Envaux en 1893, s'ajoutant à l'importante circulation fluviale des gabares. Cette activité cessa progressivement pour disparaître totalement vers les années 1930.

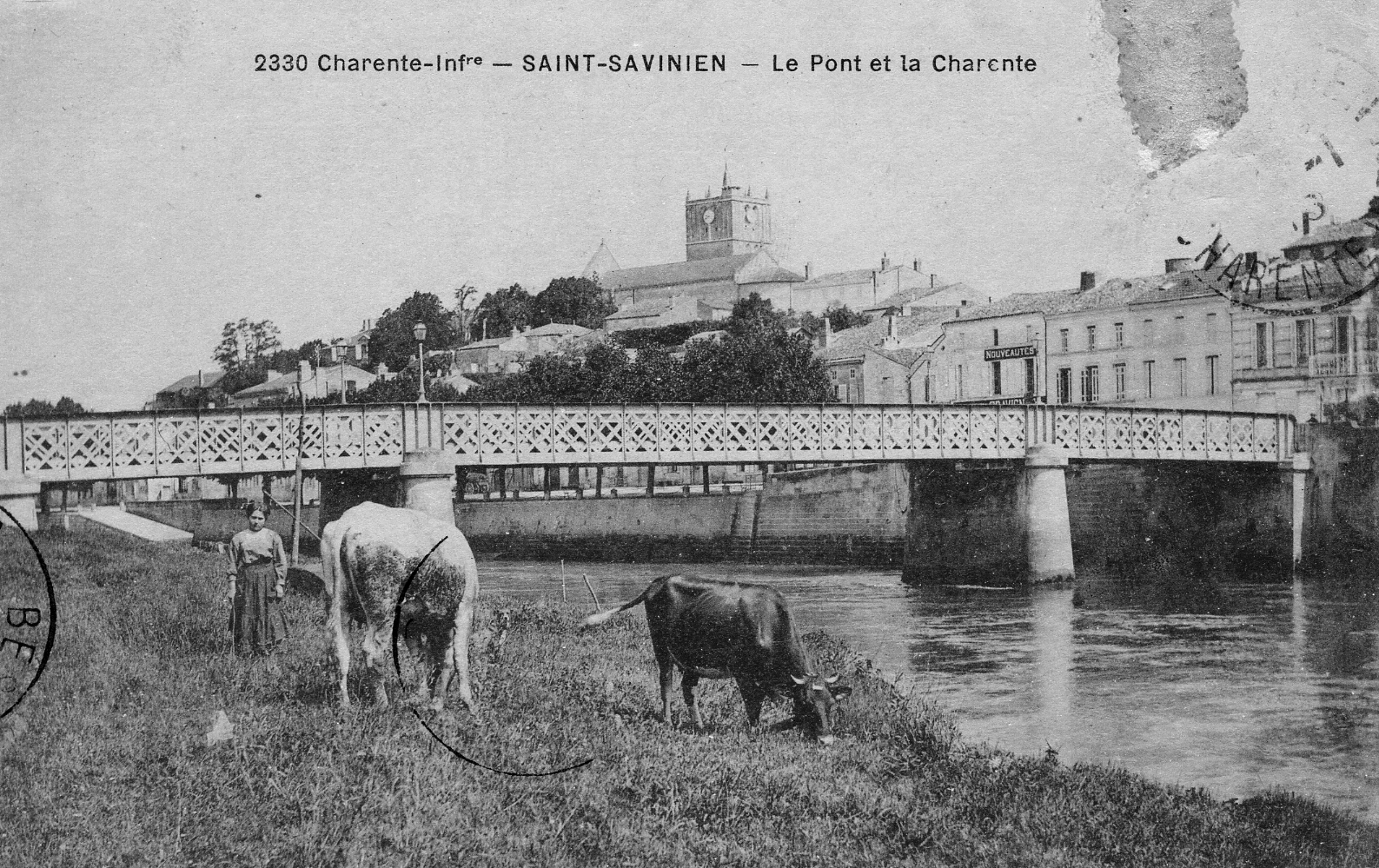
Rives du fleuve

Jusqu'à la fin du XXe siècle, le haut de la commune était majoritairement composé de chaumes et de parcours à moutons et à chèvres communaux. La déprise agricole a mené en 1960, à l'abandon de la totalité des parcelles aujourd'hui gagnées par les boisements de chênes verts, urbanisées ou cultivées. Par ailleurs, le paysage se composait de pâturages bovins, de petits vignobles et de petites cultures de blé, d'avoine, de luzernes et de choux fourragers principalement. Le soir, les troupeaux descendaient s'abreuver le long du Charenton, un affluent de la Charente.
Au Sud, s'étendait une vaste zone de marais communal composée de prairies de fauche et de pâturage. Dépourvu de canaux, de haies et de clôtures, le marais se sculptait de nombreuses dépressions humides qui se remplissaient au gré des crues du fleuve, habitat pour un grand nombre d'oiseaux d'eau et de libellules. Le bocage était davantage présent sur les vallons humides des affluents, divisés en petites parcelles pâturées.

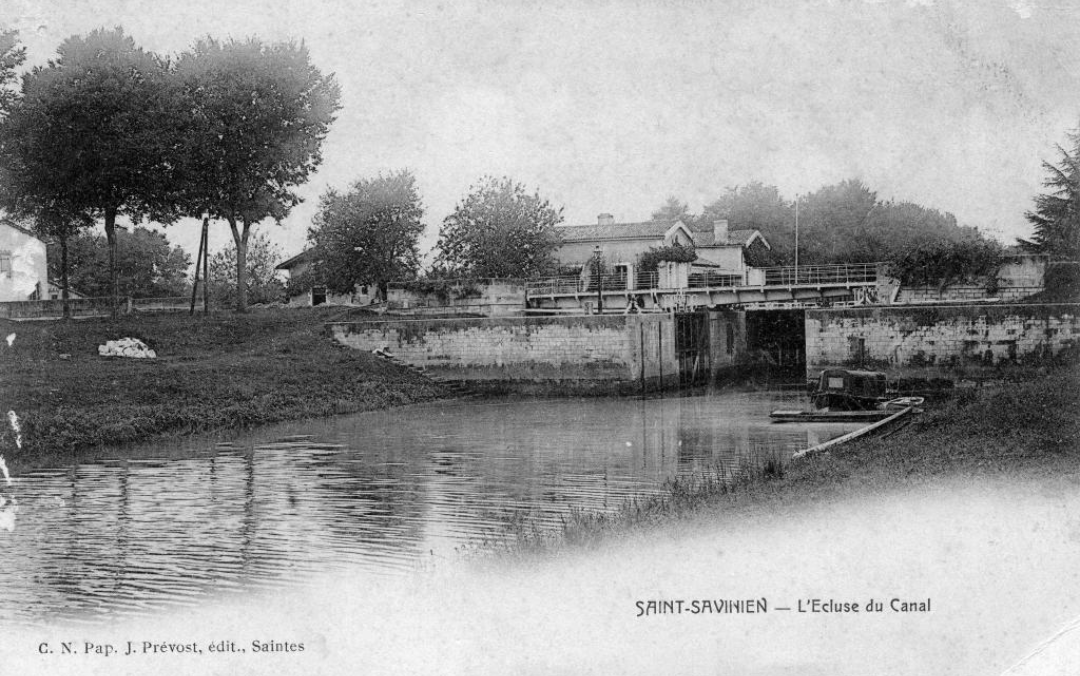
Canal creusé pour améliorer la navigation en 1860

Sur l'ensemble de la commune, les nombreux hameaux étaient bordés de polycultures vivrières, dessinant un paysage complexe composé de nombreuses haies, de petites parcelles d'élevage et de cultures variées, de mares et de cerisiers, noyers et chênes isolés. Les vignobles comprenaient très souvent plusieurs pêchers à leurs abords. Le centre bourg de Saint-Savinien comprenait plusieurs vergers, dont des reliques ont longtemps persisté  proche du marché couvert et du château de la Pépinière. Aux abords des quais, des prairies humides en pente douce étaient pâturées par les bovins.
Par arrêté préfectoral du 12 décembre 1972 prenant effet le 1er janvier 1973, les communes d'Agonnay et de Coulonge-sur-Charente sont rattachées à Saint-Savinien dans le cadre d'une association de communes.
En 1944, les forces allemandes feront exploser le pont du fleuve pour éviter que les alliés traverse le fleuve.

## Patrimoine

### Patrimoine naturel

#### Plateau des Chaumes de Séchebec
Ce plateau de 33 hectares bénéficie d'une protection de la part du Conservatoire régional d'espaces naturels en raison de la diversité de sa flore, dont les caractéristiques présentent des similitudes avec celle des régions méditerranéennes (garrigues). Il est une relique d'un milieu répandu dans le paysage communal antérieur aux années 60. Cette partie de la commune, située non loin du village d'Agonnay, bénéficie d'une protection de biotope depuis 1984. Classé « patrimoine botanique remarquable », le site s'est fait connaître par la sortie spontanée d'une plante extrêmement rare en Europe, l’Evax Carpetana Lange. Sur le plan faunistique, on y trouve plusieurs espèces d'oiseaux, comme l'Engoulevent d'Europe, le Pipit des arbres ou le Bruant jaune, une grande diversité de papillons comme l'Azuré du serpolet, le Mercure ou encore la Mélitée orangée, d'orthoptères comme le Grillon d'Italie ou l'Oedipode turquoise, ainsi que de nombreuses espèces de papillons de nuit (plus de 330).
La richesse floristique du site relève de l'exception, on y trouve abondement l'Inule des montagnes et plusieurs espèces thermophiles méditerranéennes rares comme la Canche élégante, la Centaurée maritime, l'Ophrys sillonné, le Liseron des champs, ainsi qu'une diversité notable d'orchidées dont l'Ophrys mouche, la Sérapias langue et la floraison récente des rarissimes Ophrys guêpe et Ophrys miroir.

#### Prairies alluviales du fleuve Charente
Les prairies alluviales du fleuve Charente à Saint-Savinien sont inscrites dans deux sites Natura 2000, et bénéficient d'un classement ZNIEFF (Zone naturelle d'Intérêt écologique, faunistique et floristique),. Composé de prairies pâturées et de fauche inondées fréquemment durant la période hivernale et bordées par des canaux de drainage, des haies et des bosquets humides, le site conserve une biodiversité riche malgré son drainage et l'appauvrissement des prairies causé par une courte période de mise en culture et le semis régulier des prairies de fauche. Le marais a radicalement évolué depuis les années 50.

##### Oiseaux
Les prairies alluviales du fleuve Charente sont des sites de reproduction pour plusieurs espèces de limicoles comme le Petit gravelot, l'Echasse blanche ou le Vanneau huppé. Il est également un site de halte pour les limicoles migrateurs comme le Chevalier aboyeur et le Chevalier gambette,. Les nombreuses prairies de fauche accueillent de nombreux passereaux nicheurs, à l'instar de la Cisticole des joncs, de la Bergeronnette printanière, du Bruant proyer, et de l'Alouette des champs. Le marais se démarque aujourd'hui par sa richesse en milieux bocagers, conservant un large panel d'espèces d'oiseaux typiques comme la Tourterelle des bois, la Fauvette grisette, le Loriot d'Europe et le Bruant jaune,.

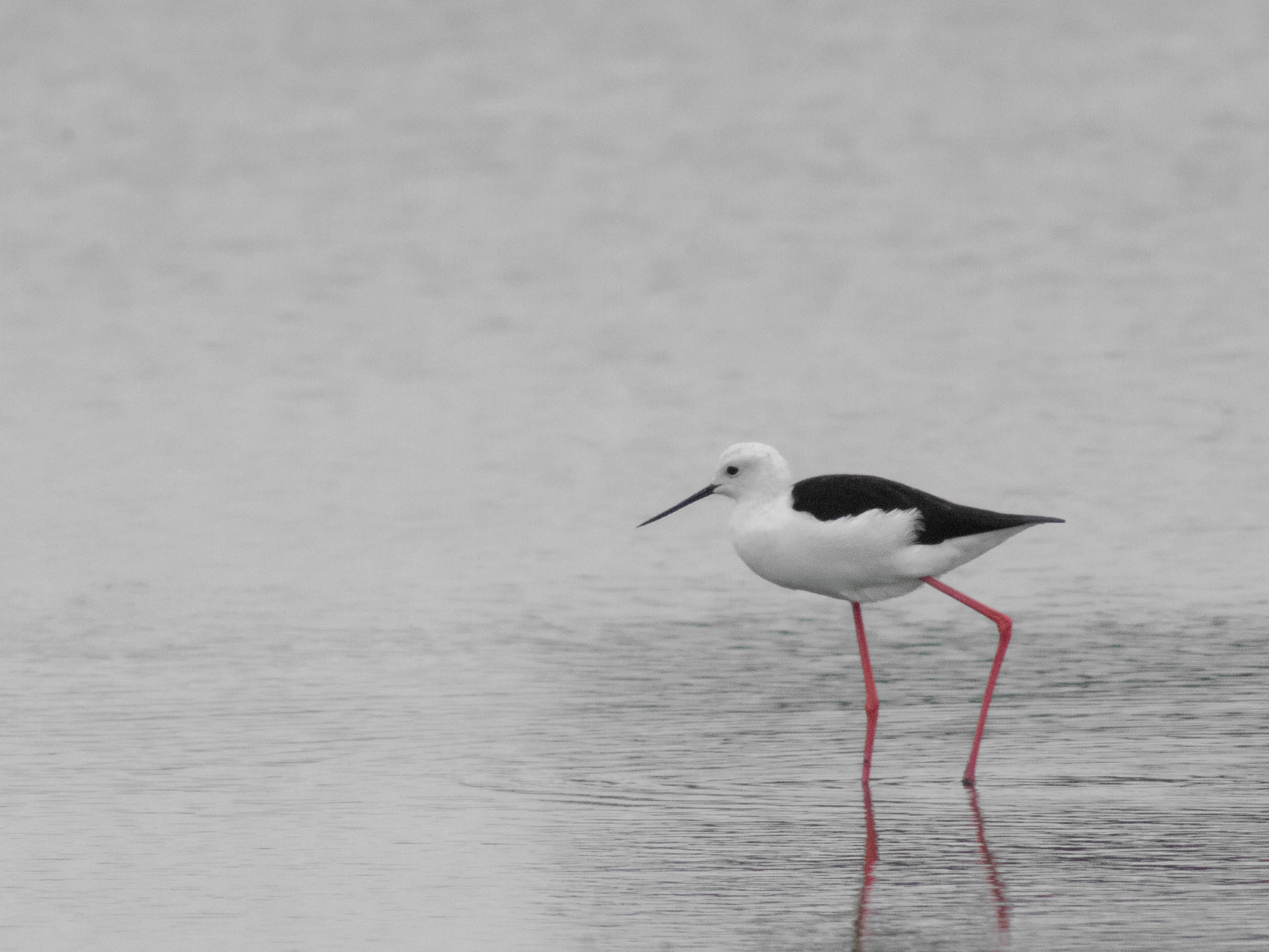
Echasse blanche - Charente Maritime

##### Mammifères
La Loutre d'Europe y est très commune, on y trouve aussi dans les zones boisées, la Martre des pins, la Genette commune et le Putois d'Europe, menacé en France. Un affluent de la Charente abritait le Vison d'Europe, vraisemblablement éteint depuis 2019.

##### Libellules
On trouve dans la vallée, plus d'une trentaine d'espèces d'odonates, dont la Naïade aux yeux bleus, l'Anax empereur les Pennipattes blanchâtre, bleuâtre et orangé ainsi que le rare Orthétrum à stylets blancs,,, Elles ont néanmoins fortement décliné depuis les années 60, période durant laquelle le marais a été fortement drainé, condamnant de nombreuses micros-zones humides à l'assèchement.

##### Papillons
Les prairies de fauche accueillent plusieurs dizaines d'espèces de papillons au printemps et en été, dont certaines peu communes. Le Cuivré des marais, endémique des prairies humide et en très fort déclin est une des espèces phare de la vallée.

##### Flore
La zone présente également un intérêt floristique, bien que fortement appauvri depuis les années 60 où beaucoup de prairies artificielles furent semées. On y trouve par exemple la Fritillaire pintade, Angelica heterocarpa et Anacamptis laxiflora,

##### Evolution du site
Le site est soumis à plusieurs menaces : intensification agricole entraînant la transformation des prairies semi-naturelles en cultures céréalières (maïs essentiellement), ou en monoculture de peupliers ; altération de la dynamique fluviale (écrêtage des crues, drainage du marais), dégradation de la qualité des eaux (eutrophisation généralisée), enfoncement estival de la nappe phréatique (pompages agricoles),. Plusieurs parcelles bénéficie de MAE , mais des espèces ont d'ores et déjà disparu localement, le Râle des genêts, le Tarier des prés, le Vison d'Europe, ou ont un avenir incertain comme la Pie-grièche écorcheur et le Cuivré des marais. On note l'apparition récente de l'Elanion blanc, qui y nicha pour la première fois en 2018.

#### Bourg

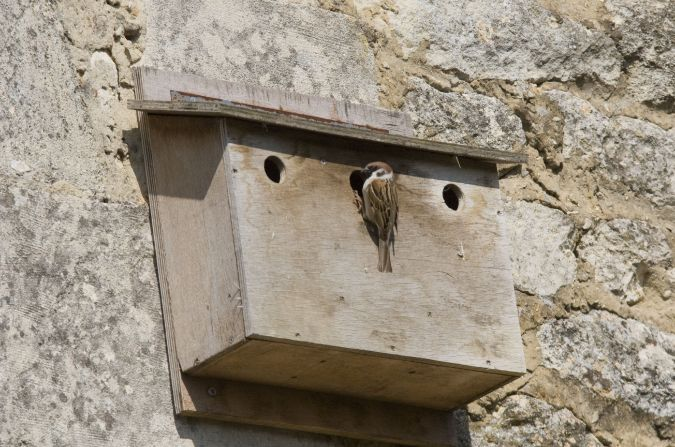
Moineau friquet nichant dans un nichoir posé par les habitants.

Le bourg est l'un des bastions départementaux du Moineau friquet, espèce de passereaux en danger d'extinction au centre d'un plan de sauvegarde à l'initiative d'habitants de la commune ayant formé le Collectif "Climat et Biodiversité" en 2022,.
On y trouve surtout une importante diversité de chauves-souris dans les carrières souterraines, au total 18 espèces sont régulièrement observées par la LPO et NE17.
La commune célèbre en juillet, la Nuit de la Chauve-Souris.

### Patrimoine religieux

#### Église Saint-Savinien

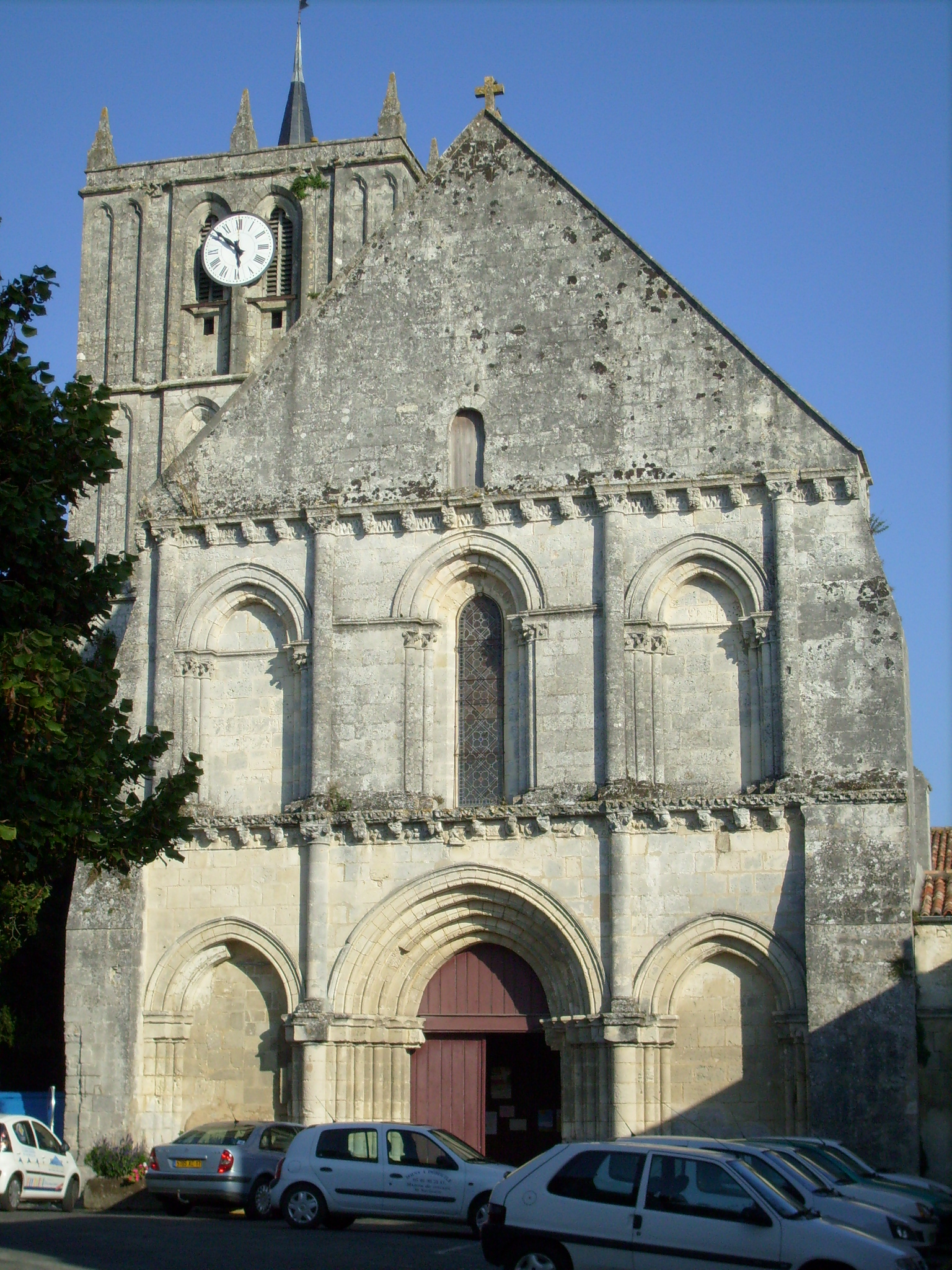
L'église.

L'église Saint-Savinien est un édifice de style roman bâti entre les XIIe et XIIIe siècles. Le sanctuaire actuel succède à un ancien prieuré, cité dans une charte de 1039, et dont il ne subsiste aucun vestige.
Fortement endommagée durant la guerre de Cent Ans, lorsque la Charente formait une frontière entre les possessions anglaises et françaises, puis durant les conflits religieux du XVIe siècle, elle fut restaurée à plusieurs reprises. Le sanctuaire actuel, en forme de croix latine, est composé d'une nef unique formée de trois travées, flanquée de deux croisillons et prolongée par une abside hémicylindrique voûtée en cul de four.
La façade de l'église, de style roman saintongeais, se caractérise par sa sobriété. Elle est formée de deux niveaux d'élévation, délimités par deux corniches à modillons où alternent motifs animaliers et masques humains. Le niveau inférieur de la façade est composé d'un portail à cinq voussures en arc brisé, encadré de deux arcatures aveugles. Cette disposition se retrouve au second niveau, composé d'une baie centrale à deux voussures supportées par des colonnettes et des chapiteaux historiés, et également flanquée de deux arcatures aveugles. L'ensemble est surmonté d'un pignon prolongé par une croix.
Le clocher, qui s'élève au-dessus du croisillon nord, fut reconstruit au XIVe siècle dans le style gothique Plantagenêt. Prévu pour supporter une flèche, il demeure inachevé. L'édifice originel fut considérablement remanié au cours du XIXe siècle. Dans la seconde moitié du siècle, sous le ministère des curés Le Moal et Knutt, le chevet plat, endommagé durant les guerres de religion, est remplacé par une abside, tandis que les voûtes sont couvertes d'ogives et qu'une tribune est édifiée. La chapelle Notre-Dame, au nord, renferme seize statues représentant des personnages bibliques. Façade, nef et clocher sont classés monuments historiques depuis 1910.

#### Abbaye des Augustins

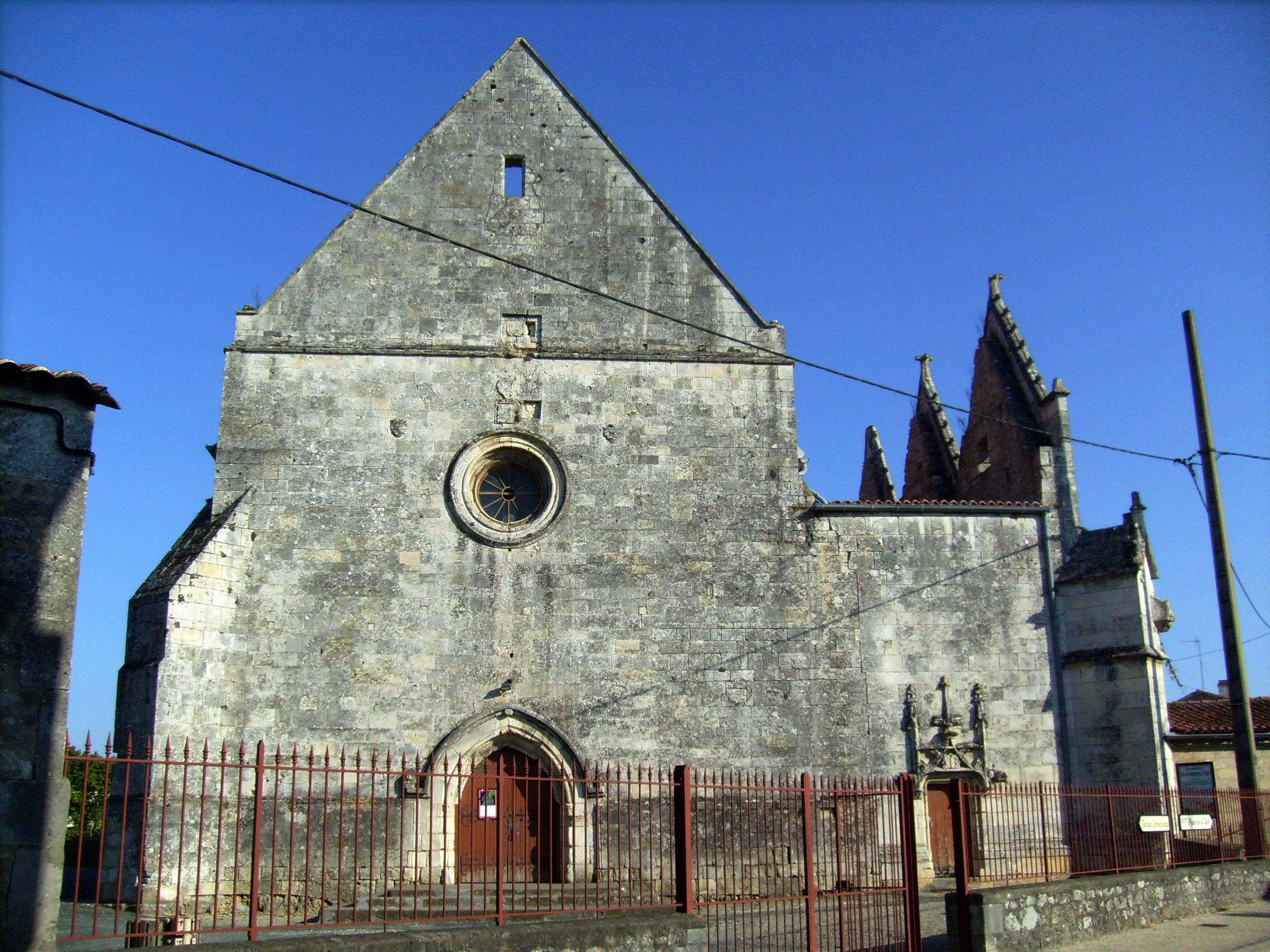
L'abbaye des Augustins.

L'implantation de l'ordre des Augustins à Saint-Savinien semble remonter au XIIIe siècle. Certaines chroniques évoquent une abbaye ayant compté jusqu'à cent moines à son apogée.
Dévastée par les huguenots en 1568, elle comptait alors trente moines, dont la tradition rapporte que huit d'entre eux auraient été jetés vivants dans un puits au cours de ces événements.
Le monastère fut partiellement reconstruit au cours des siècles suivants, avant d'être vendu comme bien national en 1791. Les bâtiments servirent successivement de distillerie, d'entrepôts, avant de devenir la salle des fêtes de la commune en 1937, fonction qu'elle conserve aujourd'hui encore. De l'ensemble monastique originel ne subsiste plus que l'église abbatiale, dont les parties les plus anciennes remontent à la seconde moitié du XIIIe siècle. Fortement remaniée aux XVIe et XVIIe siècles, elle se compose d'une nef unique de trois travées, bordée au sud par une chapelle latérale saillante aux vastes proportions, tandis que le chevet plat est percé d'un triplet.
L'ensemble de l'édifice est couvert de voûtes à croisées d'ogives, sans doute postérieures au XVIe siècle. La chapelle latérale conserve plusieurs fresques, ainsi que la sépulture de la princesse de Cordé, fille du comte de Taillebourg. Tandis que la façade occidentale, très sobre, est percée d'une simple porte ogivale, surmontée d'un oculus et d'un pignon, la façade méridionale conserve une porte encadrée de motifs renaissance. Elle est surmontée d'un triple pignon ornés de crochets et de fleurons. L'abbaye est inscrite à l'inventaire supplémentaire des monuments historiques depuis 1925, et est ouverte au public pendant les journées du patrimoine.

#### Église Saint-Germain

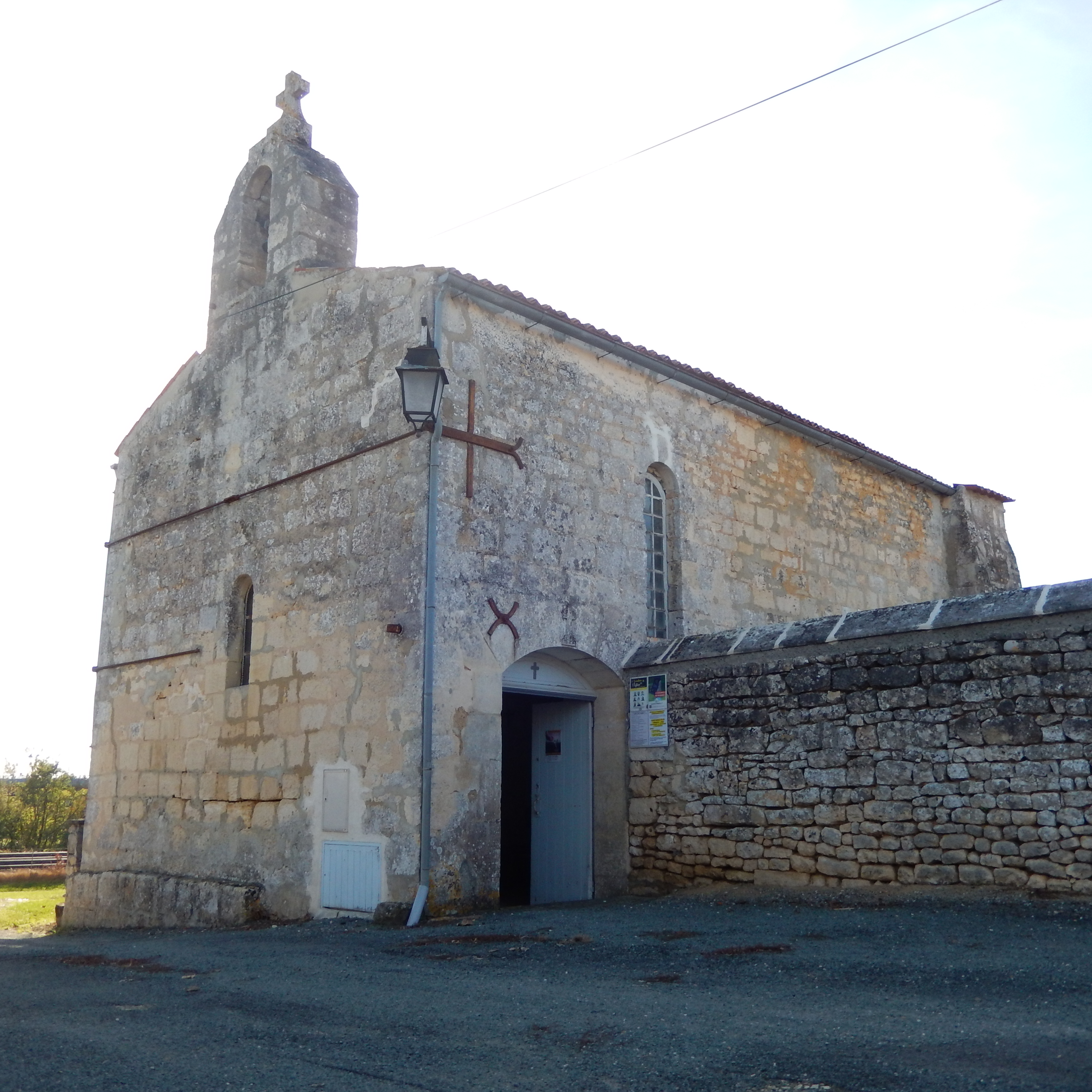
L'église Saint-Germain.

Cette église de dimensions modestes était autrefois le lieu de culte de l'ancienne paroisse et seigneurie d'Agonnay, dont témoignent les vestiges d'un château situé à proximité. Édifiée au début du XIIe siècle, elle fut considérablement remaniée, d'abord au XVIIIe siècle, mais surtout au XIXe siècle, lorsque le curé responsable de l'église pris l'initiative de restaurer le bâtiment. L'orientation du sanctuaire fut alors inversée, et le portail occidental, de style roman, entièrement démantelé : une partie des pierres, jetées dans un fossé attenant à l'église, furent récemment retrouvées, et sont depuis lors exposées à la maison du patrimoine savinois.

Le sanctuaire, dédié à saint Germain, se limite à une nef unique de deux travées. Une porte latérale, placée au sud-ouest, est venue remplacer l'ancien portail. La façade, entièrement murée à l'exception d'un modeste ouverture destinée à éclairer l'autel est surmontée d'un campanile. L'intérieur de l'église conserve un tableau du XVIIIe siècle représentant saint Jean-Baptiste, ainsi qu'une cuve baptismale de forme hexagonale portant la date de 1684, accompagnée du nom du sculpteur, I.Tifon.

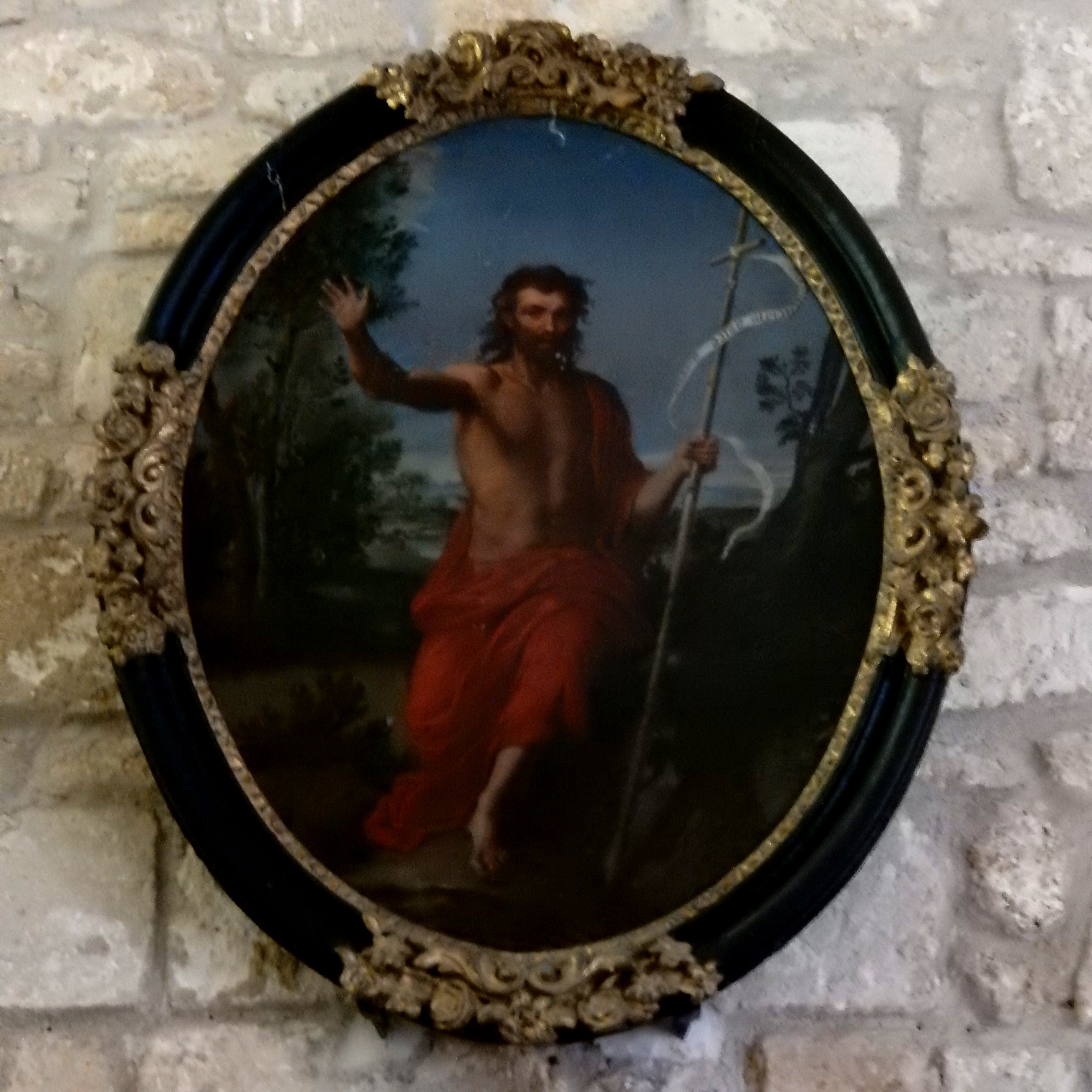
Le tableau représentant Saint Jean Baptiste.
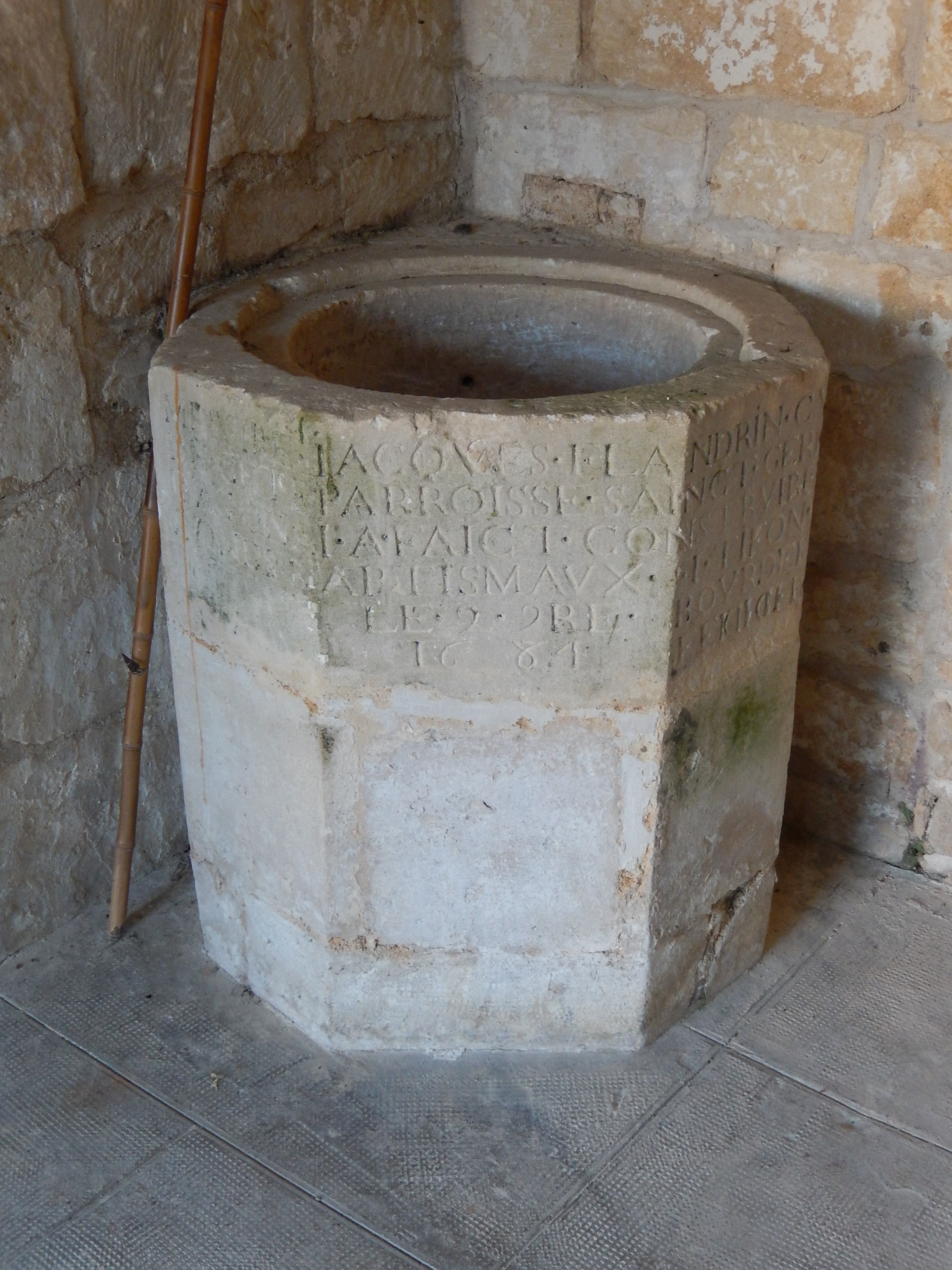
La cuve baptismale.

#### Église Sainte-Marie de l'Assomption

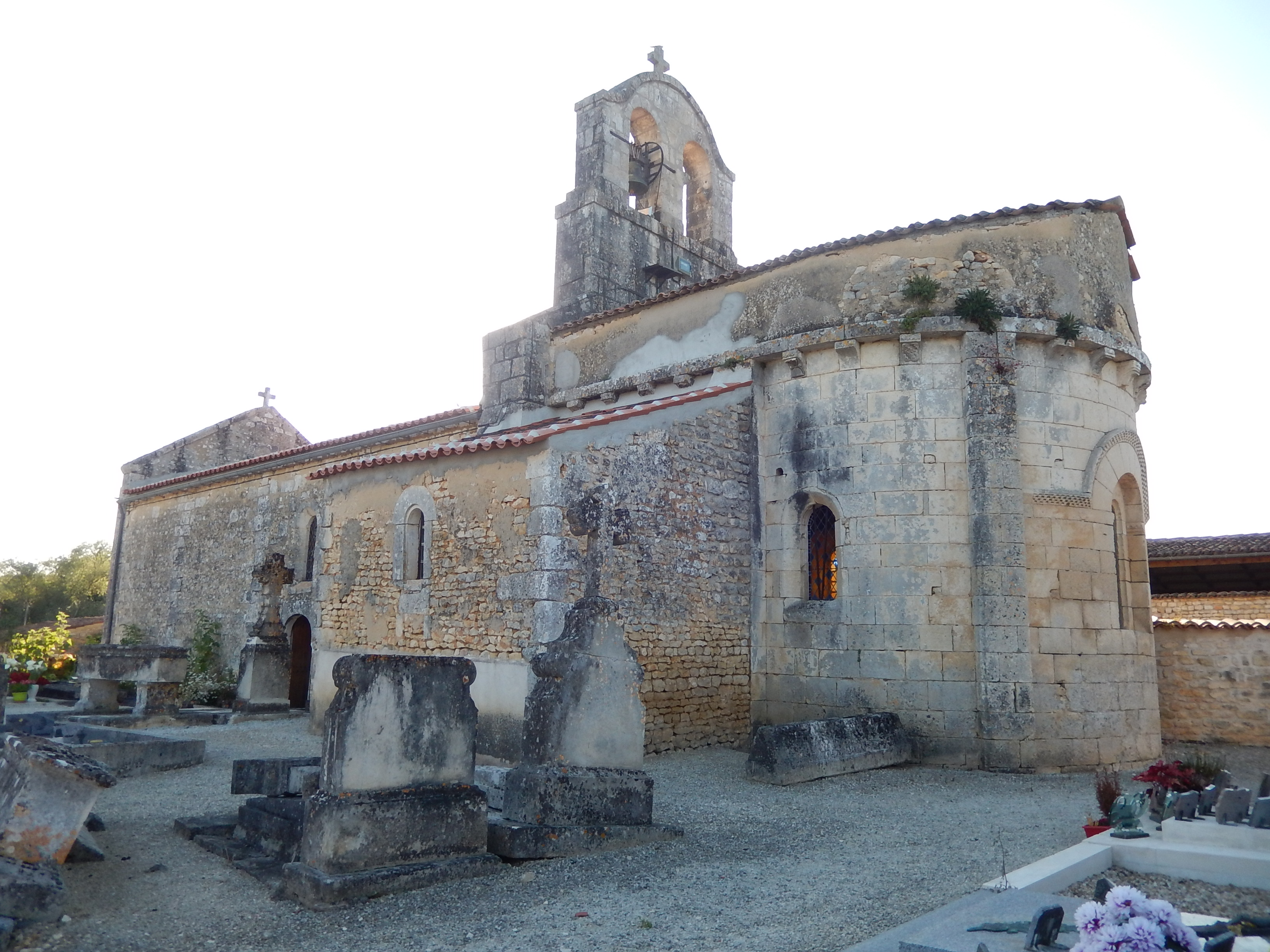
L'église Sainte-Marie de l'Assomption.

Cette église romane fut longtemps le lieu de culte de la paroisse et seigneurie de Coulonges, devenue commune en 1790 avant d'être réunie à Saint-Savinien en 1973. Édifiée au cours du XIIe siècle, elle se compose d'une nef unique, prolongée d'une abside hémicylindrique éclairée de trois baies en plein cintre. La façade occidentale, aveugle, se caractérise par un portail à deux voussures ornées de motifs en dents de scie, que supportent deux colonnes à chapiteaux historiés. Le mur du chœur supporte un campanile à deux baies, ne comportant plus qu'une unique cloche depuis la révolution. Celle-ci porte la date de 1508. Attenant à l'église, conformément à la tradition médiévale, le cimetière possède de très anciennes pierres tombales, ainsi qu'un puits.

#### Temple protestant

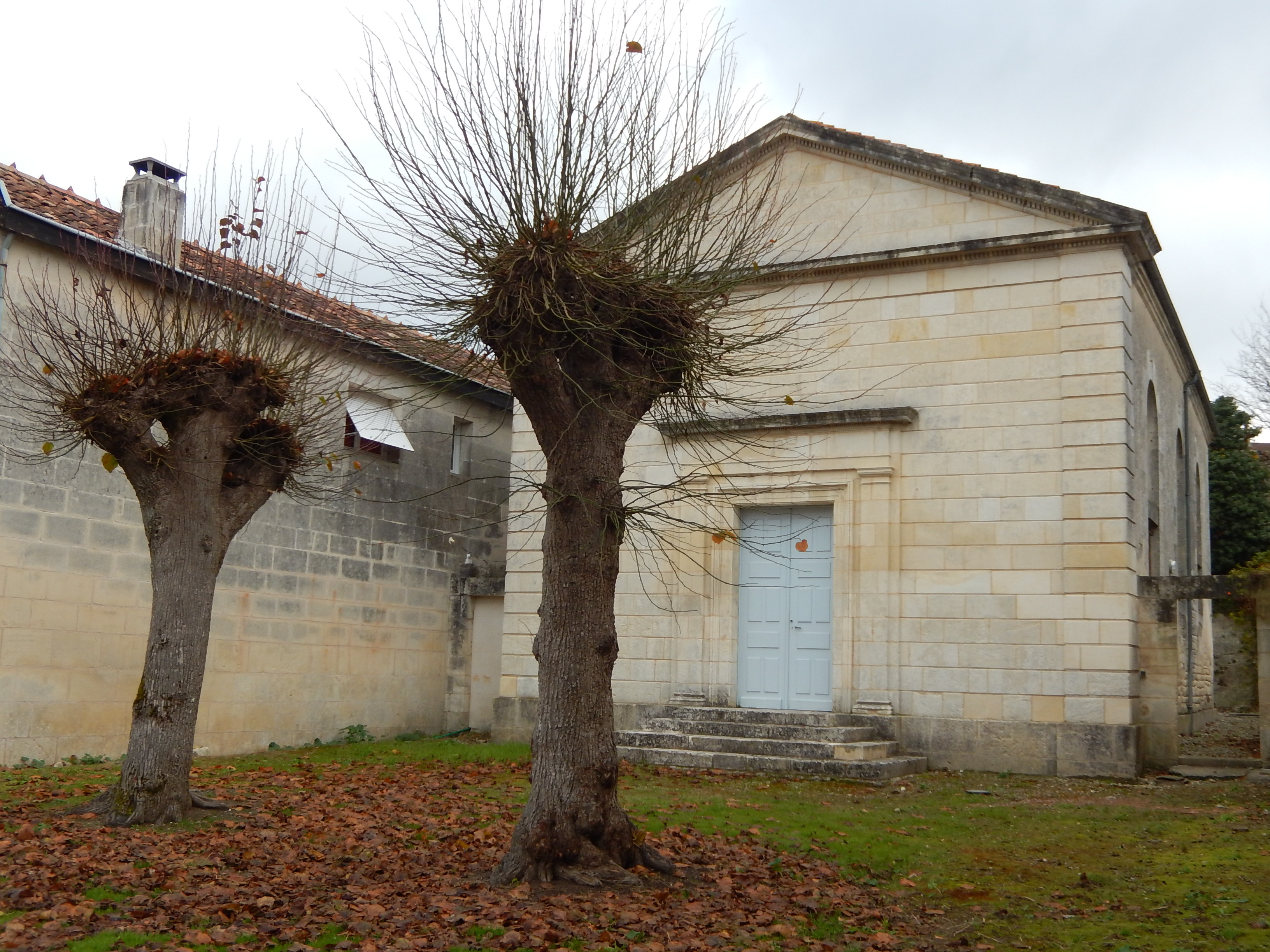
Le temple protestant.

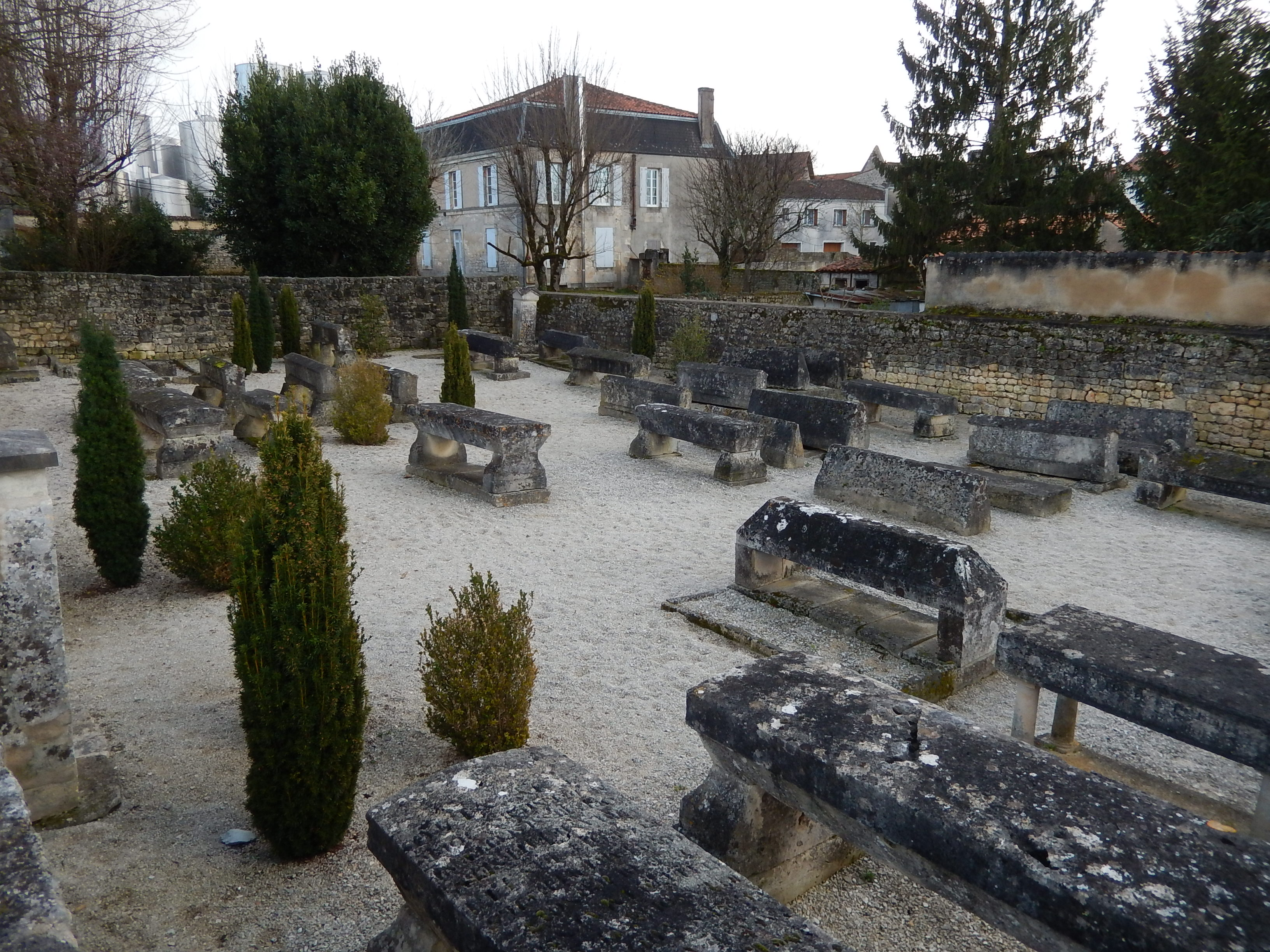
Le cimetière protestant.

Le temple protestant, édifié le long du Quai Claude-Quessot sous le règne du roi Louis-Philippe, est un édifice d'une grande sobriété. Il se compose d'un unique vaisseau rectangulaire, bordé de larges baies en plein cintre, précédé d'une façade comportant un large fronton triangulaire. Cet édifice est le troisième temple édifié à Saint-Savinien : la première maison d'oraison, édifiée en 1612, fut détruite au moment de la révocation de l'édit de Nantes. La population de confession réformée fut très importante dans l'ancienne paroisse de Saint-Savinien : les registres paroissiaux gardent la trace de la conversion forcée de 900 d'entre eux en 1685. Le cimetière protestant de Saint-Savinien, établi à proximité de l'avenue de la gare, est réputé être une des plus grandes nécropoles protestantes de la région Poitou-Charentes.

### Patrimoine civil

#### La maison du Patrimoine
Ce petit musée d'histoire locale qui allie également un espace muséographique lapidaire présente la vie de la ville et de son port dans une jolie maison de ville située en bordure du fleuve.

#### Château de La Cave
C'est par son testament du 15 décembre 1521 que Guy d'Estuer céda son château de La Cave à son neveu Jean III Isle de La Matassière, époux de Bonnaventure de Mortagne (Jean Isle était le quatrième aïeul maternel de Françoise d'Aubigné, marquise de Maintenon). Il en rendra hommage le 17 juin 1556, à raison de 10 livres tournois de rentes, au devoir d'une paire d'éperons blancs appréciés 5 sols. Son fils François étant décédé de son vivant, sa fille Charlotte devint dame de La Cave, puis le fief passa à son fils Jean IV Isle des Groies, époux de Marie Guichard avec qui il testa, le 24 juillet 1630, donnant son château à son fils aîné Daniel Isle ; celui-ci y testa à son tour, le 5 janvier 1661. Le fils de ce dernier, Claude Isle, hérita le fief et épousa Jacquette de Marbeuf qui décéda à La Cave, le 5 mars 1680. Leurs quatre enfants durent mourir jeunes, car le domaine passera à leurs cousins Daniel de Laval, qui en sera coseigneur, et Louis de Siorac qui en rend hommage au prince Guillaume de La Trémoille, le 6 juin 1723.

La Cave passera à Pierre Mesliand, seigneur de Saint-Savinien, à Jean de La Marthonie, et à François d'Aignières. Ce dernier le cèdera en 1761 à Vincent-Guillaume-Gaspard Torchebeuf Le Comte (1724-1790). Puis il sera la propriété des familles Favin-Lévêque et de Clédat.

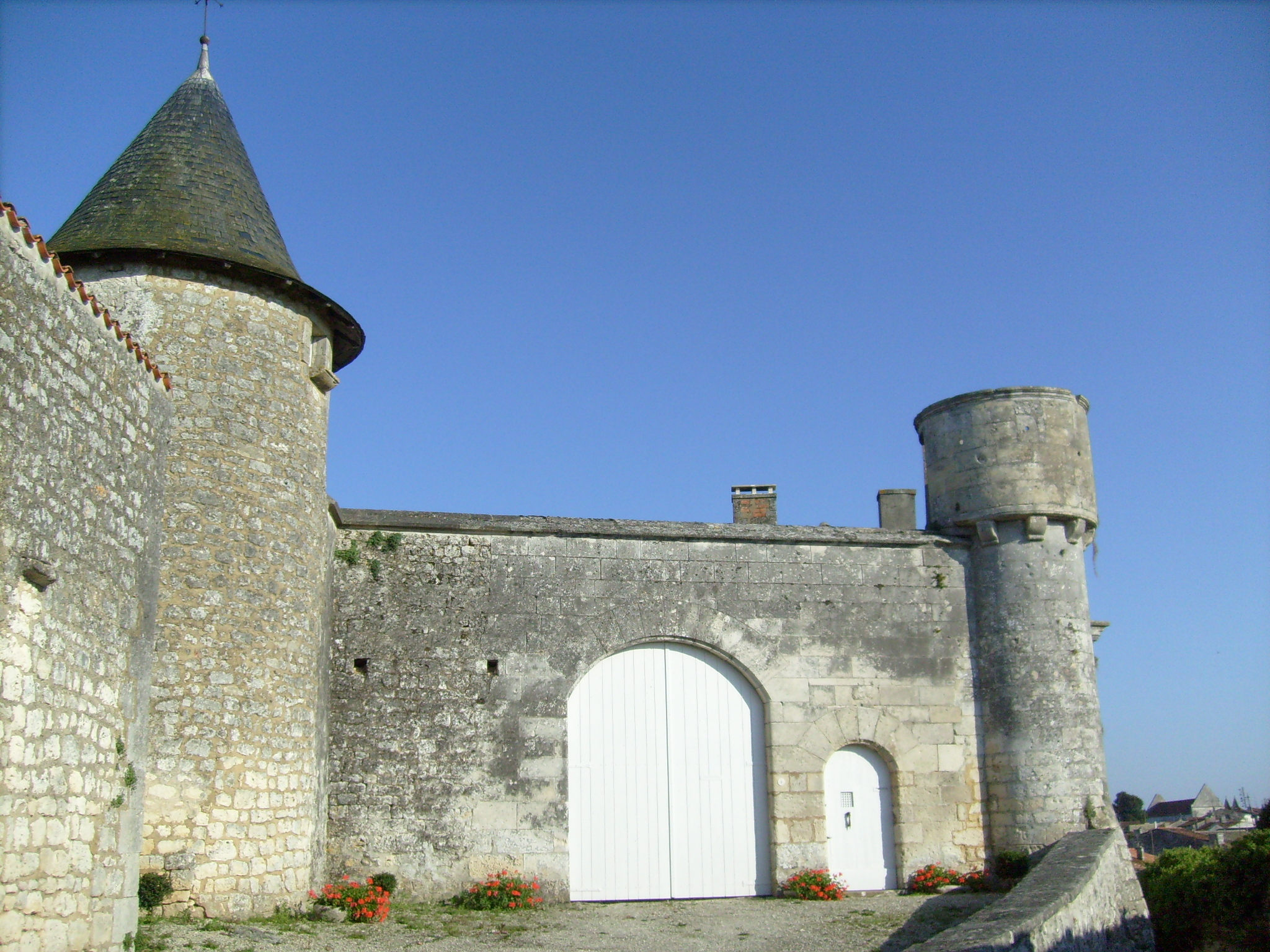
Le château de la Cave.

Le château de La Cave, dont les origines remontent au XIIIe siècle, fut longtemps la principale forteresse de la cité. Construit à un emplacement stratégique, sur un promontoire dominant la Charente (« le Peu », variante locale du terme « Puy »), il conserve une tour avec sa poivrière, trois tours découronnées et une échauguette. Forteresse importante durant la guerre de Cent Ans, lorsque la Charente formait la frontière entre les possessions françaises et anglaises, il passa successivement entre les mains des deux partis, avant de revenir au comte de Taillebourg. Il fut transformé en résidence d'agrément à partir du XVIe siècle : dès cette époque, les murs d'enceinte furent abaissés et les tours découronnées, tandis qu'une partie du logis était reconstruit. Le château est entouré de ruelles escarpées reliant celui-ci à l'église Saint-Savinien ainsi qu'aux quais du port. L'une d'elles, la rue des « échelles de pierre », est constituée d'une succession de marches et est bordée de maisons dont les plus anciennes remontent au XVe siècle. D'autres venelles sont taillées à même le roc.

#### Château de Forgettes
En 1545, Jeanne Germain apporte le fief de Forgettes (ou Forgette) en mariage à Louis du Chesne. Leur fille Marguerite épouse en 1556 François Isle de La Matassière. Le fief reviendra en 1578 à leur fils Pierre Isle, seigneur de Loire(-les-Marais), Quincé, etc (+ v.1623), époux de Noémie Conte, dame de Loire, puis en 1599 à son frère Daniel Isle, seigneur de L'Isleau, époux de Marie Esneau, qui en rendra hommage à Taillebourg au devoir de 5 sols. Forgettes reviendra à leur fille Léa qui l'apportera à son époux René de Marbeuf, lesquels eurent une fille Jacquette de Marbeuf qui épousera son cousin  Claude Isle des Groies, seigneur de La Cave (+ v.1677) au "logis noble de Forgette", le 9 août 1656. Après la mort de Claude Isle, Jacquette épousera Jean-Louis de Malsac qui deviendra seigneur de Forgette ; veuf, ce dernier épouse Marguerite Béraudin, héritière du domaine qui passera tour à tour aux familles de Menou, de Lalié, de Luchet, de Ponthieu qui le gardera jusqu'à la Révolution, puis aux Desprès d'Ambreuil et de Laage de Meux : Théophile de Laage de Meux (1833-1922), conseiller général de Saint-Savinien, en sera propriétaire.

#### Les Halles

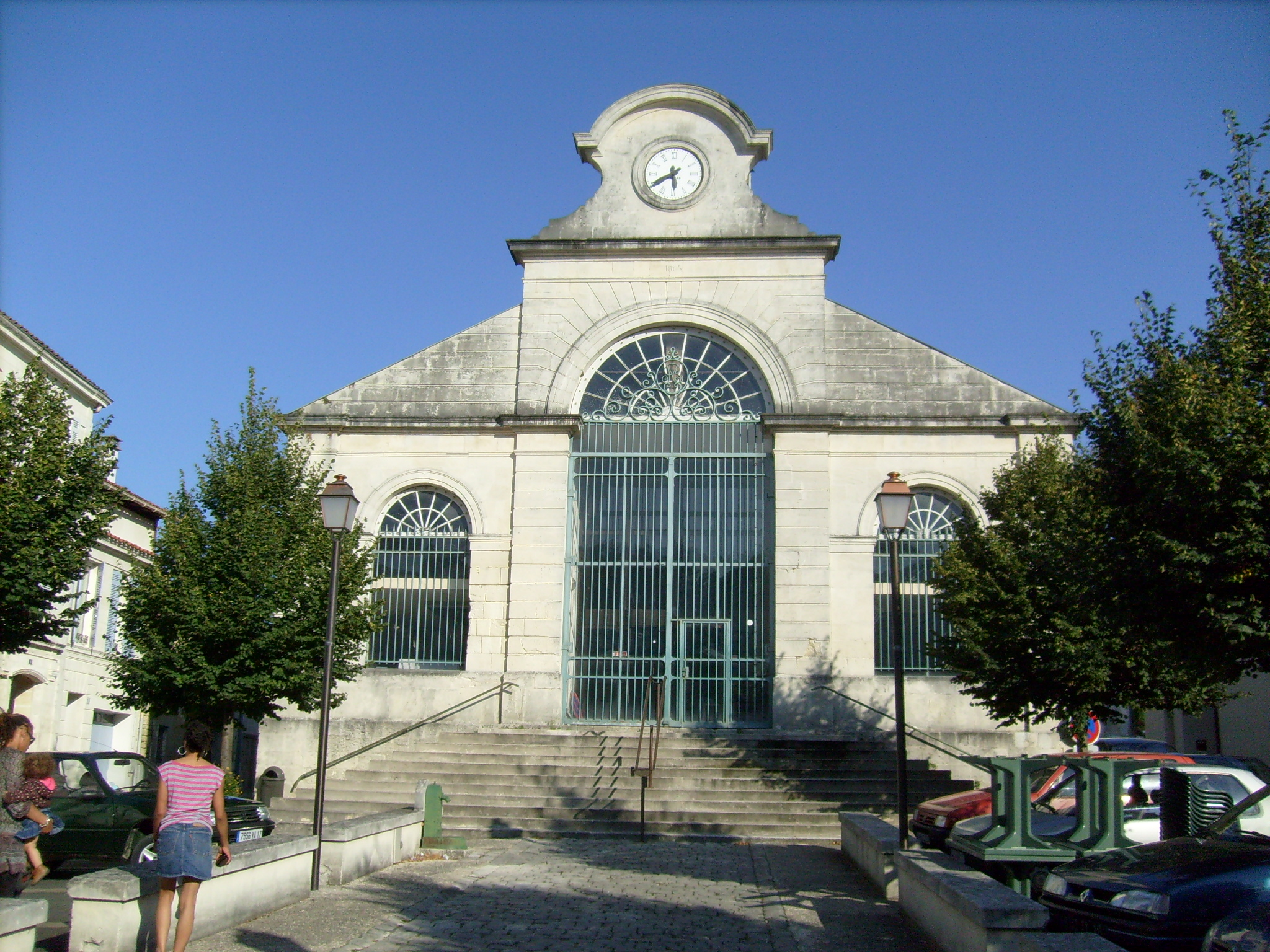
Les halles avec son escalier et sa façade monumentale.

Important port et cité marchande dès le Moyen Âge, la ville de Saint-Savinien a abrité des foires et marchés dès le XIIIe siècle. La proximité des quais de Charente, importante artère fluviale de la région, a favorisé un commerce très actif qui a perduré jusqu'au début du XXe siècle.
Les halles actuelles ont succédé aux halles médiévales construites en bois, devenue inadaptées au fil du temps . Édifiées en 1865, leur ampleur témoigne de l'importance des échanges. Inspirées du style néo-classique, elles forment un triple vaisseau où la lumière pénètre largement, et sont précédées d'un perron dominé par une façade qui se veut monumentale. Celle-ci est surmontée d'un fronton agrémenté d'une horloge. Les halles sont situées sur une place encadrée de maisons bourgeoises datant des XVIIIe et XIXe siècles, la place Bonnet.

## Urbanisme

### Typologie
Au 1er janvier 2024, Saint-Savinien est catégorisée commune rurale à habitat dispersé, selon la nouvelle grille communale de densité à 7 niveaux définie par l'Insee en 2022.
Elle est située hors unité urbaine et hors attraction des villes,.

### Occupation des sols
L'occupation des sols de la commune, telle qu'elle ressort de la base de données européenne d’occupation biophysique des sols Corine Land Cover (CLC), est marquée par l'importance des territoires agricoles (72,9 % en 2018), en augmentation par rapport à 1990 (71,9 %). La répartition détaillée en 2018 est la suivante : 
terres arables (43 %), forêts (24,2 %), zones agricoles hétérogènes (19,8 %), prairies (10 %), zones urbanisées (2,1 %), eaux continentales (0,7 %). L'évolution de l’occupation des sols de la commune et de ses infrastructures peut être observée sur les différentes représentations cartographiques du territoire : la carte de Cassini (XVIIIe siècle), la carte d'état-major (1820-1866) et les cartes ou photos aériennes de l'IGN pour la période actuelle (1950 à aujourd'hui).

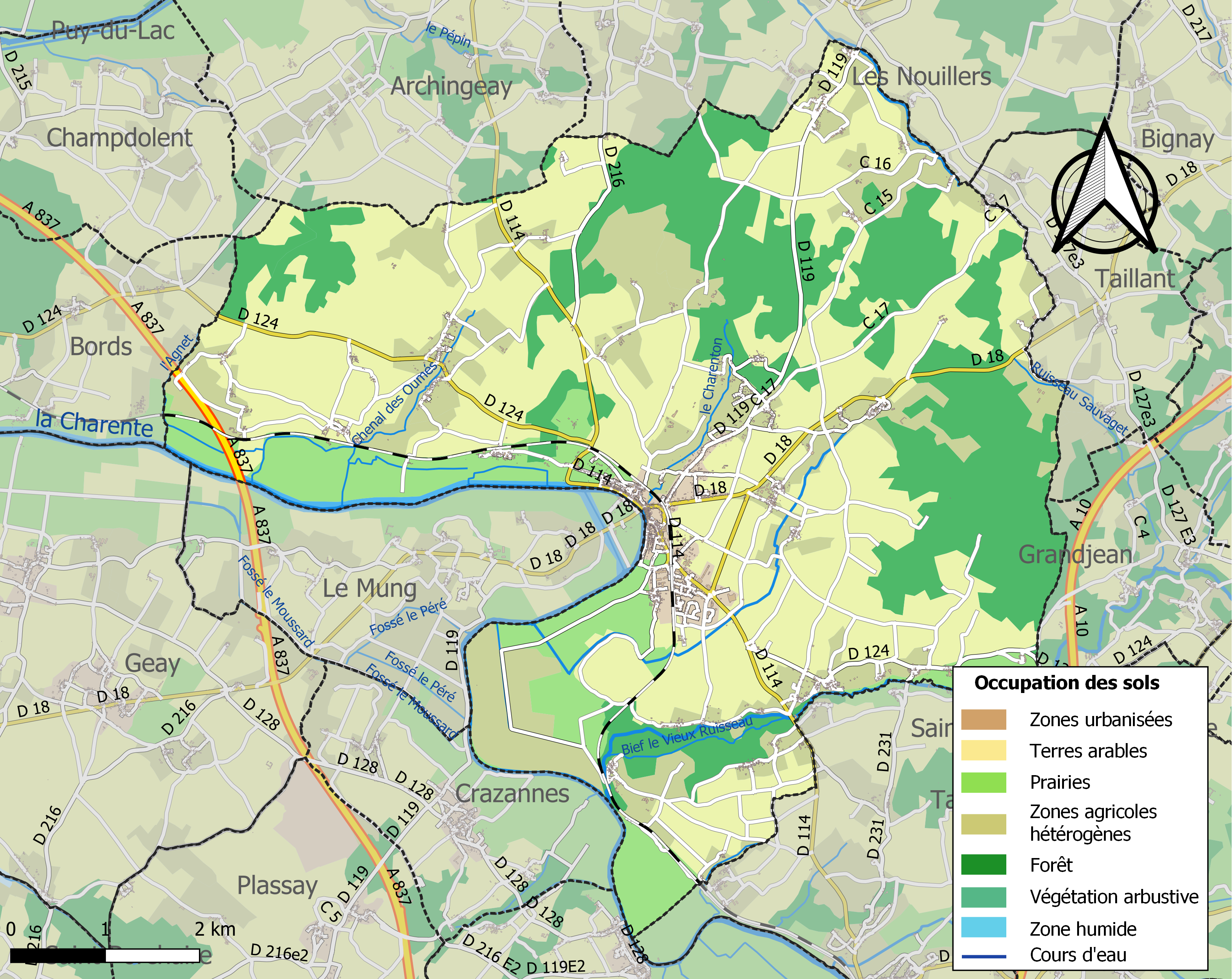
Carte des infrastructures et de l'occupation des sols de la commune en 2018 (CLC).

### Risques majeurs
Le territoire de la commune de Saint-Savinien est vulnérable à différents aléas naturels : météorologiques (tempête, orage, neige, grand froid, canicule ou sécheresse), inondations, mouvements de terrains et séisme (sismicité modérée). Il est également exposé à un risque technologique, le transport de matières dangereuses. Un site publié par le BRGM permet d'évaluer simplement et rapidement les risques d'un bien localisé soit par son adresse soit par le numéro de sa parcelle.

#### Risques naturels
Certaines parties du territoire communal sont susceptibles d’être affectées par le risque d’inondation par débordement de cours d'eau, notamment la Charente et le Bramerit, et par submersion marine. La commune a été reconnue en état de catastrophe naturelle au titre des dommages causés par les inondations et coulées de boue survenues en 1982, 1993, 1999, 2010, 2019, 2020 et 2021,.

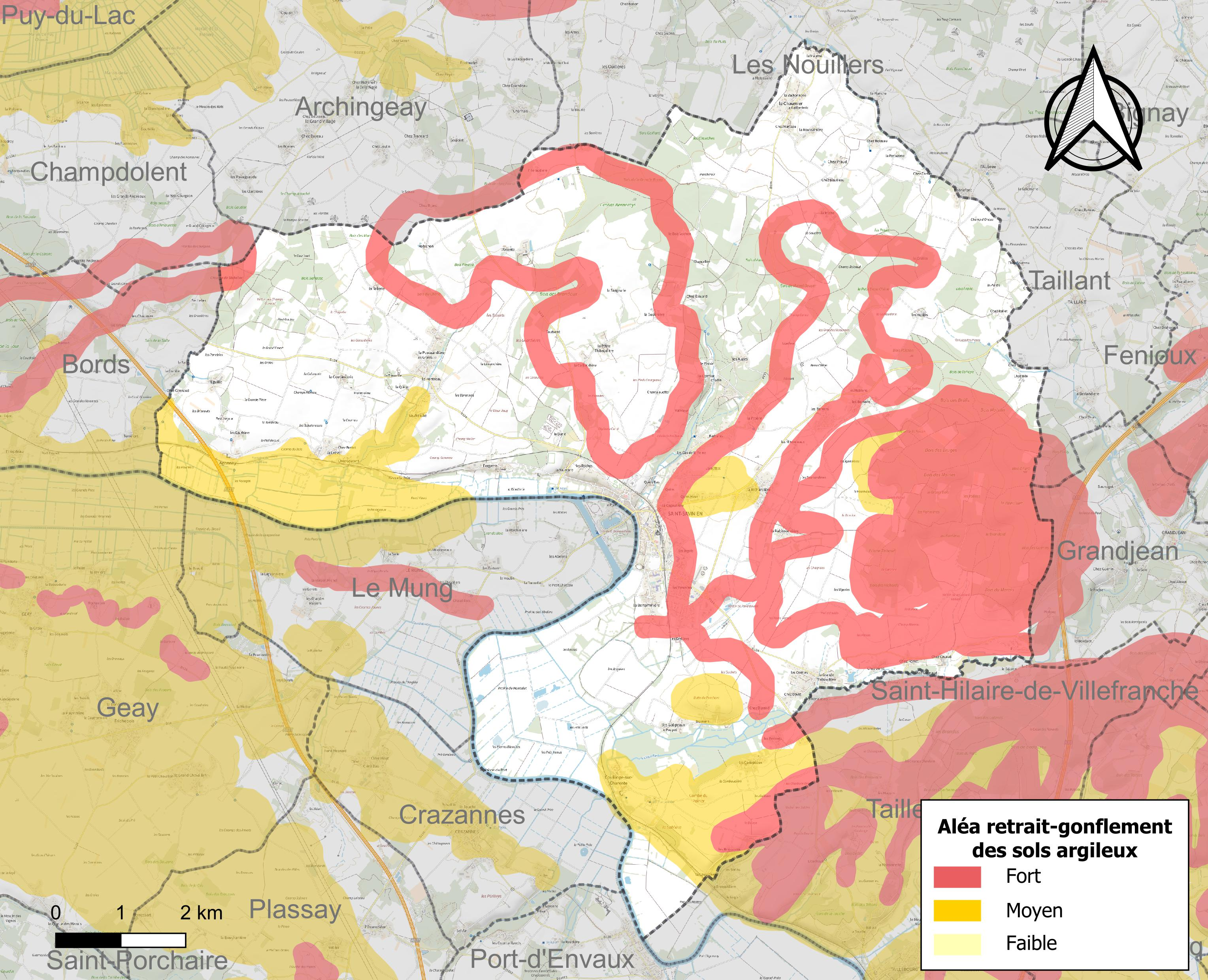
Carte des zones d'aléa retrait-gonflement des sols argileux de Saint-Savinien.

Les mouvements de terrains susceptibles de se produire sur la commune sont des affaissements et effondrements liés aux cavités souterraines (hors mines) et des tassements différentiels. Par ailleurs, afin de mieux appréhender le risque d’affaissement de terrain, l'inventaire national des cavités souterraines permet de localiser celles situées sur la commune.
Le retrait-gonflement des sols argileux est susceptible d'engendrer des dommages importants aux bâtiments en cas d’alternance de périodes de sécheresse et de pluie. 38,6 % de la superficie communale est en aléa moyen ou fort (54,2 % au niveau départemental et 48,5 % au niveau national). Sur les 1 441 bâtiments dénombrés sur la commune en 2019, 457 sont en aléa moyen ou fort, soit 32 %, à comparer aux 57 % au niveau départemental et 54 % au niveau national. Une cartographie de l'exposition du territoire national au retrait gonflement des sols argileux est disponible sur le site du BRGM,.
Par ailleurs, afin de mieux appréhender le risque d’affaissement de terrain, l'inventaire national des cavités souterraines permet de localiser celles situées sur la commune.
Concernant les mouvements de terrains, la commune a été reconnue en état de catastrophe naturelle au titre des dommages causés par la sécheresse en 2003, 2005 et 2011 et par des mouvements de terrain en 1999 et 2010.

#### Risques technologiques
Le risque de transport de matières dangereuses sur la commune est lié à sa traversée par une ou des infrastructures routières ou ferroviaires importantes ou la présence d'une canalisation de transport d'hydrocarbures. Un accident se produisant sur de telles infrastructures est susceptible d’avoir des effets graves sur les biens, les personnes ou l'environnement, selon la nature du matériau transporté. Des dispositions d’urbanisme peuvent être préconisées en conséquence.

## Toponymie

### Le toponyme actuel
Le nom de la commune proviendrait, selon la légende, d'un ancien évêque de Sens, du nom de Sabianianus, qui aurait été martyrisé vers 250 de l'ère chrétienne, puis canonisé par l'Église.
À l'époque des grands pèlerinages religieux et du développement du monachisme chrétien au milieu du Moyen Âge, ses reliques auraient été déposées mystérieusement dans le monastère des Augustins de la cité pendant le XIIe siècle.
Plus tard, vers la fin du XIIe siècle ou au début du XIIIe siècle, une nouvelle église paroissiale fut construite sur les hauteurs de la ville et fut dédiée à Sanctus Sabianianus, d'où l'origine du nom de l'actuelle cité.

### La disparition du toponyme ancien
Comme nombre de villes et de villages en France, ceux-ci ont été christianisés au milieu de l'époque médiévale et ont alors reçu un nouveau nom en rapport le plus souvent avec la dédicace d'une église nouvellement édifiée, effaçant à jamais leur antique nom. C'est le cas de la petite cité de Saint-Savinien dont le toponyme ne date que du XIIe siècle alors que ce site était occupé dès la Protohistoire.
La configuration particulière du site de la ville en un lieu de confluence de la Charente et d'un petit affluent, le Charenton, peut donner lieu à des appellations probables à différentes époques de l'occupation humaine de la ville.
Ainsi, il aurait pu être probable que le site se soit dénommé primitivement Condate ou Condé, mot d'origine celte signifiant confluent, et, ce, pendant la période d'occupation des Santons qui y avaient introduit la civilisation des oppida. C'est le cas de la petite ville de Pons qui occupe un site semblable, au confluent de la Seugne et de son petit affluent, la Soute, et dont le nom celte a totalement disparu avec l'occupation romaine.
Lors de l'installation des Romains dans le territoire des Santons, ceux-ci apportèrent leur brillante civilisation et occupèrent sans tarder les sites précédemment habités par les Celtes et qui présentaient un intérêt stratégique évident. Ce qui était tout à fait le cas de Saint-Savinien. Selon leur coutume, les Romains ont dû certainement rebaptiser le nom du site de confluence plus en rapport avec sa géographie des lieux et lui préférèrent probablement le nom du Rocher ou encore celui des Carrières car, dès l'époque romaine, la pierre de taille fut extraite des carrières de la ville et celle-ci fut utilisée pour édifier l'arc de Germanicus à Mediolanum Santonum.
Il est intéressant d'ailleurs de remarquer que les tenants de la Révolution française ont cherché à renommer les noms des lieux de nombre de villes et de villages de la France pour effacer toute occurrence à la religion ou à la féodalité. Saint-Savinien n'échappa pas à la règle. La cité fluviale fut un temps dénommée Carrière-Charente, puis La Roche-sur-Charente. Peut-être d'anciennes réminiscences du nom de l'antique cité.

### L'ancienne appellation de Saint-Savinien-le-Port
Dans le courant du XVIIIe siècle, la cité fluviale qui était devenue l'un des trois principaux ports sur la Charente avec, en amont, Saintes et, en aval, Tonnay-Charente, reçut une nouvelle dénomination en se faisant appeler Saint-Savinien-le-Port.

## Administration

### Liste des maires
| Période                                  | Période       | Identité              | Étiquette   | Qualité |
| ---------------------------------------- | ------------- | --------------------- | ----------- | --- |
| mai 1892                                 | juin 1912     | Armand Foubert        |             | Médecin |
| juin 1912                                | décembre 1919 | Eugène Bordelais      | Républicain | Hôtelier, conseiller général (1913-1919)                                                                       |
| janvier 1920                             | juin 1925     | René Bouzianne        |             | Distillateur                                                                                                   |
| juin 1925                                | décembre 1940 | Fernand Foubert       |             | Médecin |
| décembre 1940                            | mars 1959     | Eugène Raoult         | Rad.        | Retraité SNCF, conseiller général (1945-1961)                                                                  |
| avril 1959                               | mars 1977     | Robert Cellerier      | DVD         | Retraité SNCF, conseiller général (1961-1980)                                                                  |
| mars 1977                                | mars 1982     | François Mineau       |             | Vétérinaire |
| mars 1982                                | juin 1995     | Claude Genauzeau      | UDF-Radical | Commerçant, conseiller général (1988-1994)                                                                     |
| juin 1995                                | mars 2008     | Jean-Pierre Beneytout |             | Médecin |
| mars 2008                                | En cours      | Jean-Claude Godineau  | UDI         | Retraité Ancien conseiller général (2008-2015) Conseiller départemental Président de la Communauté de Communes |
| Les données manquantes sont à compléter. |               |                       |             | |

### Région
À la suite de la réforme administrative de 2014 ramenant le nombre de régions de France métropolitaine de 22 à 13, la commune appartient depuis le 1er janvier 2016 à la région Nouvelle-Aquitaine, dont la capitale est Bordeaux. De 1972 au 31 décembre 2015, elle a appartenu à la région Poitou-Charentes, dont le chef-lieu était Poitiers.

## Jumelage
- Ahrensbök (Allemagne) depuis le 5 octobre 1991

## Démographie

### Évolution démographique
L'évolution du nombre d'habitants est connue à travers les recensements de la population effectués dans la commune depuis 1793. Pour les communes de moins de 10 000 habitants, une enquête de recensement portant sur toute la population est réalisée tous les cinq ans, les populations de référence des années intermédiaires étant quant à elles estimées par interpolation ou extrapolation. Pour la commune, le premier recensement exhaustif entrant dans le cadre du nouveau dispositif a été réalisé en 2005.

En 2022, la commune comptait 2 458 habitants, en évolution de +1,36 % par rapport à 2016 (Charente-Maritime : +4,04 %, France hors Mayotte : +2,11 %).
| 1793  | 1800  | 1806  | 1821  | 1831  | 1836  | 1841  | 1846  | 1851  |
| ----- | ----- | ----- | ----- | ----- | ----- | ----- | ----- | ----- |
| 2 750 | 2 878 | 3 061 | 3 283 | 3 559 | 3 550 | 3 507 | 3 612 | 3 438 |

| 1856  | 1861  | 1866  | 1872  | 1876  | 1881  | 1886  | 1891  | 1896  |
| ----- | ----- | ----- | ----- | ----- | ----- | ----- | ----- | ----- |
| 3 209 | 3 306 | 3 285 | 3 214 | 3 338 | 3 192 | 3 161 | 3 013 | 2 945 |

| 1901  | 1906  | 1911  | 1921  | 1926  | 1931  | 1936  | 1946  | 1954  |
| ----- | ----- | ----- | ----- | ----- | ----- | ----- | ----- | ----- |
| 2 733 | 2 692 | 2 665 | 2 503 | 2 343 | 2 278 | 2 075 | 2 039 | 2 138 |

| 1962  | 1968  | 1975  | 1982  | 1990  | 1999  | 2005  | 2006  | 2010  |
| ----- | ----- | ----- | ----- | ----- | ----- | ----- | ----- | ----- |
| 2 133 | 2 173 | 2 342 | 2 336 | 2 340 | 2 359 | 2 380 | 2 384 | 2 432 |

| 2015  | 2020  | 2022  | - | - | - | - | - | - |
| ----- | ----- | ----- | - | - | - | - | - | - |
| 2 427 | 2 452 | 2 458 | - | - | - | - | - | - |

### Pyramide des âges
La population de la commune est relativement âgée.
En 2018, le taux de personnes d'un âge inférieur à 30 ans s'élève à 22,8 %, soit en dessous de la moyenne départementale (29 %). À l'inverse, le taux de personnes d'âge supérieur à 60 ans est de 42,7 % la même année, alors qu'il est de 34,9 % au niveau départemental.
En 2018, la commune comptait 1 175 hommes pour 1 265 femmes, soit un taux de 51,84 % de femmes, légèrement inférieur au taux départemental (52,15 %).
Les pyramides des âges de la commune et du département s'établissent comme suit.
| Hommes | Classe d’âge | Femmes |
| ------ | ------------ | ------ |
| 1,0    | 90 ou +      | 4,0    |
| 12,0   | 75-89 ans    | 16,4   |
| 26,4   | 60-74 ans    | 25,5   |
| 19,3   | 45-59 ans    | 19,8   |
| 15,7   | 30-44 ans    | 14,2   |
| 11,5   | 15-29 ans    | 8,5    |
| 14,1   | 0-14 ans     | 11,6   |

| Hommes | Classe d’âge | Femmes |
| ------ | ------------ | ------ |
| 1,1    | 90 ou +      | 2,6    |
| 10,1   | 75-89 ans    | 12,6   |
| 22     | 60-74 ans    | 23,2   |
| 20,1   | 45-59 ans    | 19,7   |
| 16,1   | 30-44 ans    | 15,6   |
| 15,2   | 15-29 ans    | 12,7   |
| 15,4   | 0-14 ans     | 13,6   |

## Économie
Longtemps dominée par l'agriculture, l'économie de la commune est aujourd'hui partagée entre cette dernière et les secteurs du tourisme, du commerce et des services. Une zone d'activité, la Z.A. « Les Varennes », abrite plusieurs enseignes commerciales ainsi qu'un centre commercial appartenant au groupe Système U.
Le taux d'activité des personnes âgées de 20 à 59 ans est de 81 %, ce qui est très légèrement inférieur aux chiffres nationaux (82,2 %). Touchant 15,8 % de la population en 1999, le chômage atteignait encore 13,1 % lors de l'enquête de 2005, soit presque quatre points de plus que la moyenne nationale. Les actifs représentent 40,2 % de la population communale, suivis par les retraités (26,6 %), les étudiants et les jeunes scolarisés (19,1 %).
Parmi les actifs, les catégories socio-professionnelles les mieux représentées sont les employés (29,1 %), suivis de près par les ouvriers (28,7 %). Viennent ensuite les professions intermédiaires (19,6 %), les artisans et chefs d'entreprises (10,9 %) et les agriculteurs (5,2 %).

## Équipements et services

### Enseignement
La commune dispose d'un complexe scolaire de l'enseignement général public situé sur la rue de la Bertammière, en direction de Saintes.
Il concentre le groupe scolaire Les Varennes, constitué de l'école maternelle et de l'école primaire avec enseignement de type R.A.S.E.D et est pourvu d'une cantine scolaire.
À côte de ce groupe scolaire se situe le collège départemental de l'enseignement secondaire public qui rassemble 344 élèves à la rentrée 2010 qui sont encadrés par un corps professoral de vingt-huit enseignants.
Il n'existe pas d'école, ni de collège relevant de l'enseignement privé à Saint-Savinien, ni de lycée où les adolescents poursuivent généralement leur cursus scolaire dans les différents lycées de Saint-Jean-d'Angély ou, selon la spécialisation demandée, de Saintes.

### Services de la santé
Saint-Savinien dispose d'un certain nombre de services dans les domaines médicaux, paramédicaux et médico-sociaux qui en font un chef-lieu de canton relativement bien équipé dans ce domaine en Charente-Maritime.
Les services médicaux
La commune dispose de deux cabinets médicaux où les médecins généralistes exercent tous dans le centre-ville de Saint-Savinien. Un cabinet dentaire est également situé en ville.
Saint-Savinien ne dispose d'aucun médecin spécialiste, les habitants vont habituellement consulter ceux situés à Saint-Jean-d'Angély et à Saintes.
De plus, Saint-Savinien n'est pas équipée d'un centre de radiologie médicale ou IRM, elle dépend de Saint-Jean-d'Angély pour ce type de prestation.
Si le centre hospitalier le plus proche est celui de Saint-Jean-d'Angély pour les interventions les plus courantes, la ville dépend en fait du Centre hospitalier de Saintonge situé à Saintes, à une quinzaine de kilomètres au sud-est ; il offre une palette extrêmement étendue de soins, étant le plus grand hôpital de toute la partie centrale et méridionale du département de la Charente-Maritime.
Les services paramédicaux
Dans ce domaine, Saint-Savinien possède une gamme un peu plus élargie de services. Ainsi, la ville dispose-t-elle d'un centre en soins infirmiers, d'un cabinet de kinésithérapie et d'un cabinet de pédicure-podologue. À cela s'ajoutent deux pharmacies, un cabinet d'ostéopathie et un opticien-lunettier. La commune ne dispose pas d'un laboratoire d'analyses médicales, le plus proche étant situé à Saint-Jean-d'Angély.
Un service d’ambulanciers est implanté dans la ville et son rayon d'intervention s'étend à l'ensemble du canton de Saint-Savinien et sur une partie du canton de Saint-Porchaire.
Saint-Savinien est également équipée d'un centre de secours où les pompiers sont habilités à intervenir dans les situations d'urgence médicale. Ce centre, qui relève du SDIS de la Charente-Maritime, dépend plus précisément du Centre de secours principal de Saint-Jean-d'Angély.
Une clinique vétérinaire y est en activité et exerce ses services sur l'ensemble du canton de Saint-Savinien.
Les services médico-sociaux
Saint-Savinien est un centre important dans ce domaine où les services médico-sociaux sont répartis en trois secteurs bien distincts et apportent à la commune de nombreux emplois.
Les maisons de retraite
Trois maisons de retraite sont implantées dans la ville. Il s'agit d'établissements publics où chacun est doté d'une unité spécifique pour les personnes atteintes de maladies dégénératives telles que la maladie d'Alzheimer.
La Maison de retraite Roc Bellevue a également le statut d'établissement d'hébergement pour personnes âgées dépendantes (EHPAD) et est habilitée à l'aide sociale.
Un foyer-logement pour personnes âgées avec encadrement médical peut recevoir quarante personnes, généralement des personnes valides et semi-valides. La résidence La Savinoise a également l'agrément d'EHPA.
Enfin, la maison de retraite Les Couleurs du Temps qui est également un établissement public médicalisé pour l'accueil des personnes âgées et peut héberger quarante-et-un résidents.
La maison d'aide sociale à l'enfance
Saint-Savinien abrite un important centre d'aide sociale à l'enfance dans la Maison Saint-Louis-de-Montfort, située dans le centre-ville.
Complexe de services de La Vigerie
L’établissement est créé le 15 septembre 1966 dans une ancienne maison bourgeoise achetée par l’Association. Depuis sa création, les activités se sont diversifiées et les agréments ont évolué.
L’I.M.E. (Institut médico-éducatif)
Le 15 septembre 1966, l’I.M.P.(Institut médico-pédagogique) ouvre pour trente-deux garçons de moins de 14 ans, avec la création d’une classe éducation nationale. En 1992, l’I.M.P devient I.M.E. avec :	
- 38 places en I.M.P
- 10 places en IM.PRO

Actuellement, l’organisation est la suivante :
- Une section médico-pédagogique (38 places) : 33 places en internat et 5 en externat  pour garçons et filles présentant un retard mental léger ou moyen, de 6 à 16 ans.
- Une section médico-professionnelle : 10 places en internat et semi interne pour garçons et filles présentant un retard mental moyen de 16 à 20 ans.
- La structure des adolescents autistes : créé en 1997 avec 6 places pour adolescents présentant des troubles envahissants du développement  (autisme, et troubles associés) âgés de 14 à 20 ans, 3 externes, 3 internes. Elle est à l’heure actuelle de 14 places.
- 5 internes.
- 1 accueil temporaire.
- 8 semi internes.

Une équipe pluridisciplinaire assure l’accompagnement.
- L’internat : réponse éducative adaptée assurée par des éducateurs.
- Les classes : enseignement spécialisé organisé par des institutrices détachées par l’Éducation Nationale.
- Les unités d’éveil : accompagnement très individualisé d’enfants plus en difficultés par une éducatrice de jeunes enfants et une monitrice éducatrice.
- Les ateliers : un enseignement technique, technologique assuré par des éducateurs techniques.
- Les prises en charge spécifiques : sont proposées en fonction des besoins : orthophonie, psychomotricité, entretien psychologique, psychothérapie.
- Le suivi médical : est régulé par l’infirmière, le médecin généraliste et le médecin psychiatre.

La socialisation est mise en œuvre dans toutes les structures. La structuration de la personne sociale chez l’enfant étant un objectif majeur de l’éducation. La finalité est de permettre aux usagers d’accéder à un développement personnel, accompagné, en fonction des besoins et capacités de chacun.
Le projet individuel est le garant de cette finalité et la collaboration avec la famille un des vecteurs essentiels.
L’Établissement et Service d’Aide par le Travail. (E.S.A.T.)
Agrément du 27 décembre 1982 : l’E.S.A.T. est habilité à accueillir 24 adultes présentant un retard mental léger ou moyen. En 2005, 91 places sont agréées, dont 5 places pour adultes avec autisme. En 2008, 10 places complémentaires sont accordées.
- Le Foyer d'hébergement annexé à l’E.S.A.T
  - Agrément du 27 décembre 1982 pour 10 places.
  - Aujourd’hui, le foyer accueille 40 personnes travaillant à l’E.S.A.T.
- Le Foyer d'hébergement annexé à l’E.S.A.T pour l’accueil des adultes avec autisme 
  - Création en 2001 de 5 places et actuellement 6 places.
- Le Foyer de vie pour les adultes avec autisme

Création en septembre 2003 d’un foyer " occupationnel "  (consiste à donner aux malades diverses activités (travail, expression artistique, sports, jeux) à travers lesquelles ils s'expriment et ont une vie relationnelle.)  et d’hébergement pour 10 adultes autisme : 5 places dans un premier temps pour atteindre l’effectif  complet de 10 places en 2005. En 2009, 11 places sont effectives.
- Le service d'aide à la vie sociale

Création en 1999 de 10 places en service d’accompagnement à la vie social pour des adultes employés à l’E.S.A.T.
En 2009, 11 places effectives.
- - Mission

La mission du S.A.V.S est d’offrir les services adaptés à la personne accueillie, de maintenir ou de développer les liens avec son environnement. Les services sont offerts dans le milieu ordinaire ou à défaut au plus près des conditions normales.
- - Objectifs

Les objectifs du S.A.V.S visent à aider l’adulte handicapé à développer son autonomie (autonomie d’intégration sociale, autonomie d’orientation, autonomie de mobilité, autonomie physique, autonomie d’occupation, autonomie économique), mais aussi de développer les attitudes et les habitudes sociales.

### Sports
La commune est équipée d'un stade municipal.
Grâce au site de la Grenouillette, petite île de la commune voisine du Mung, au milieu de la Charente face à Saint-Savinien, tout un complexe de loisirs et de sports a été mis en place et est très actif pendant la période estivale (base nautique, piscine gérée par la communauté de communes du Pays Savinois, sentier de mise en forme, quatre courts de tennis, mini-golf,karting...).

## Vie locale

### Festivals et événements touristiques
La ville de Saint-Savinien est le cadre d'une « Foire aux vins » dont la création remonte à l'année 1976. Initialement baptisée « Foire au Pineau et à la Galette », cette manifestation promouvant les produits du terroir se tient chaque année en centre-ville. En 2008, elle a accueilli près de 10 000 visiteurs autour de stands tenus par 79 professionnels locaux de la gastronomie et de la viticulture.

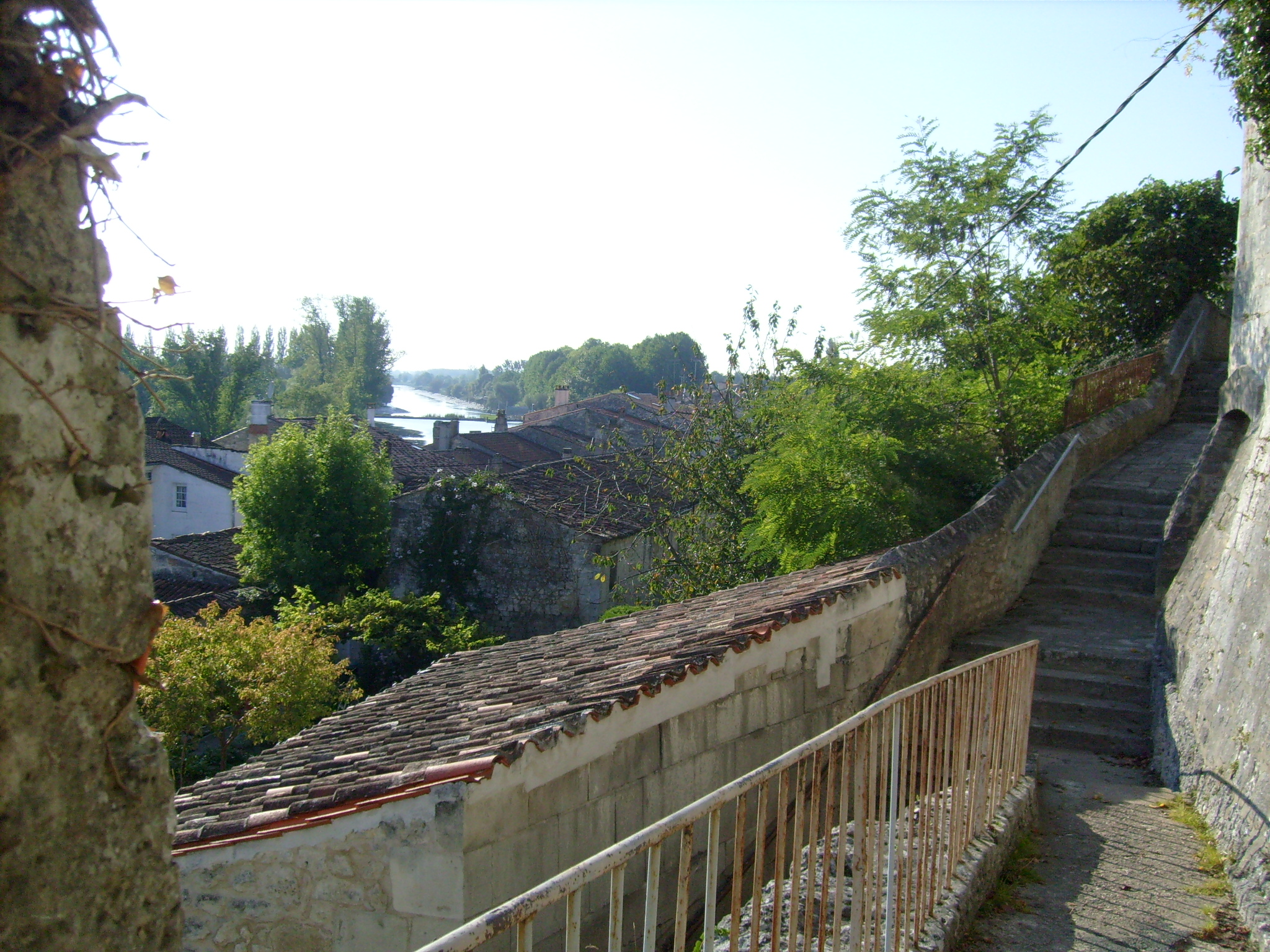
Vénelles escarpées du centre historique.
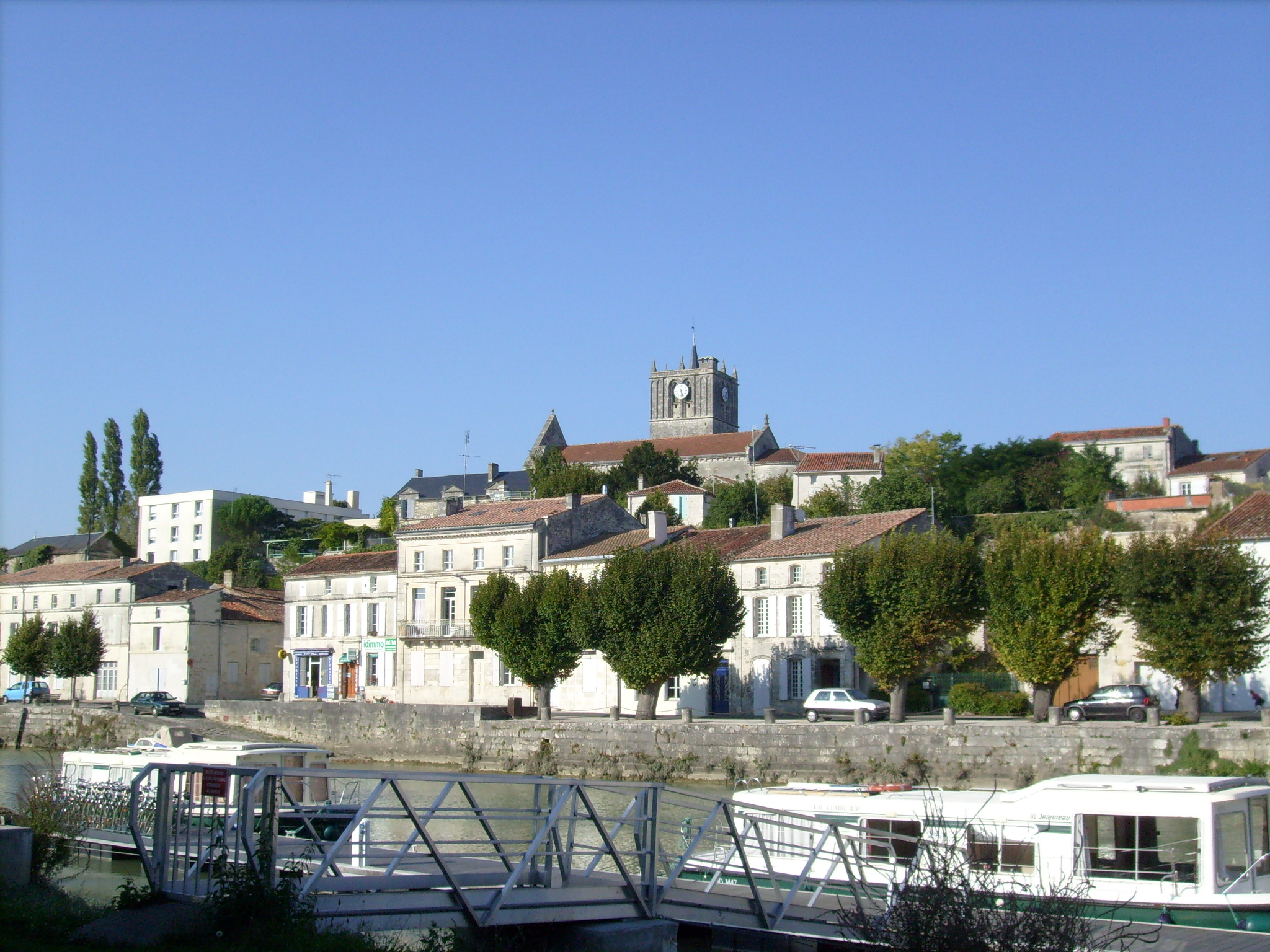
L'église Saint-Savinien sur son promontoire dominant la Charente.
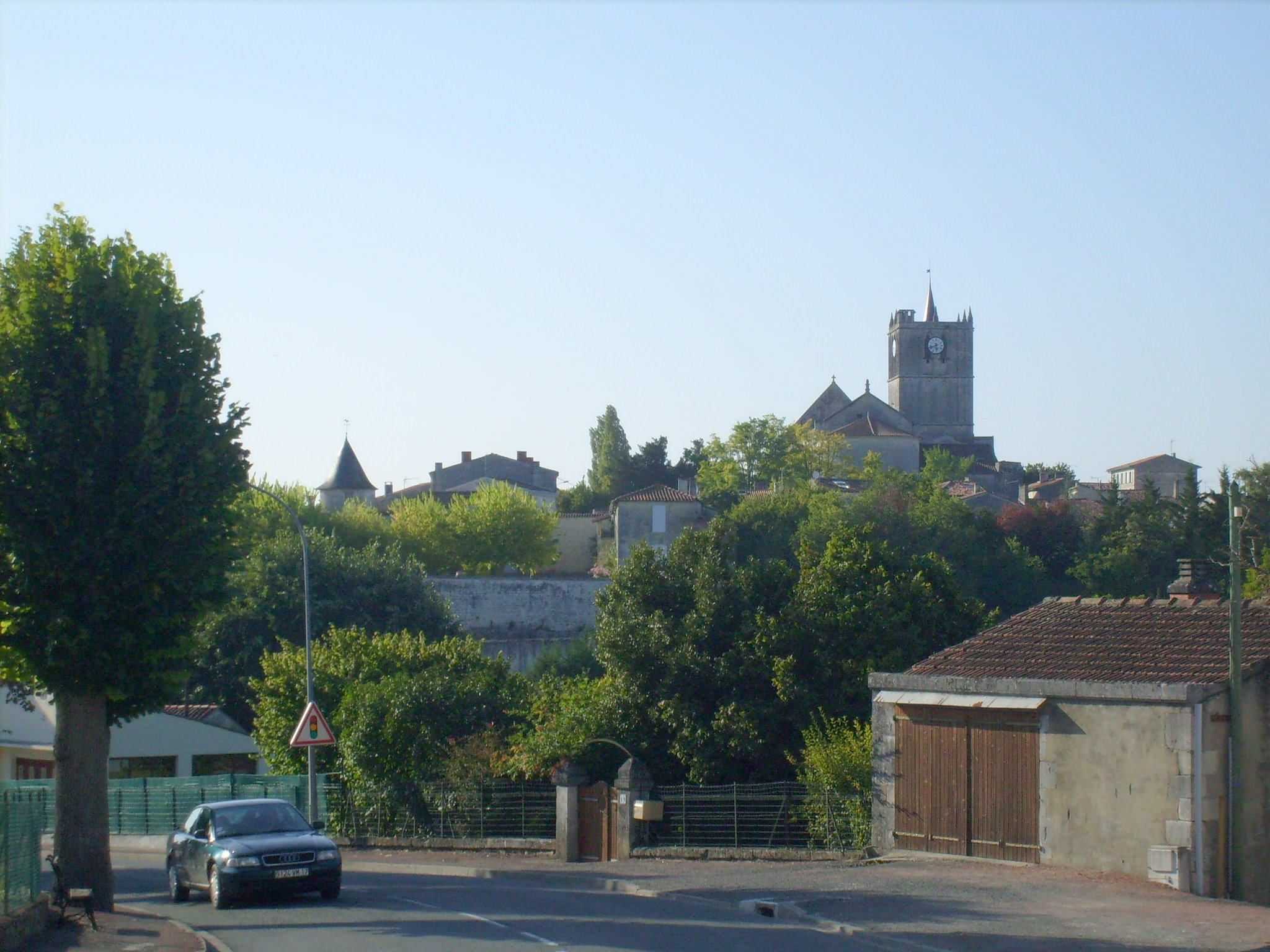
Vue vers le centre-ville.
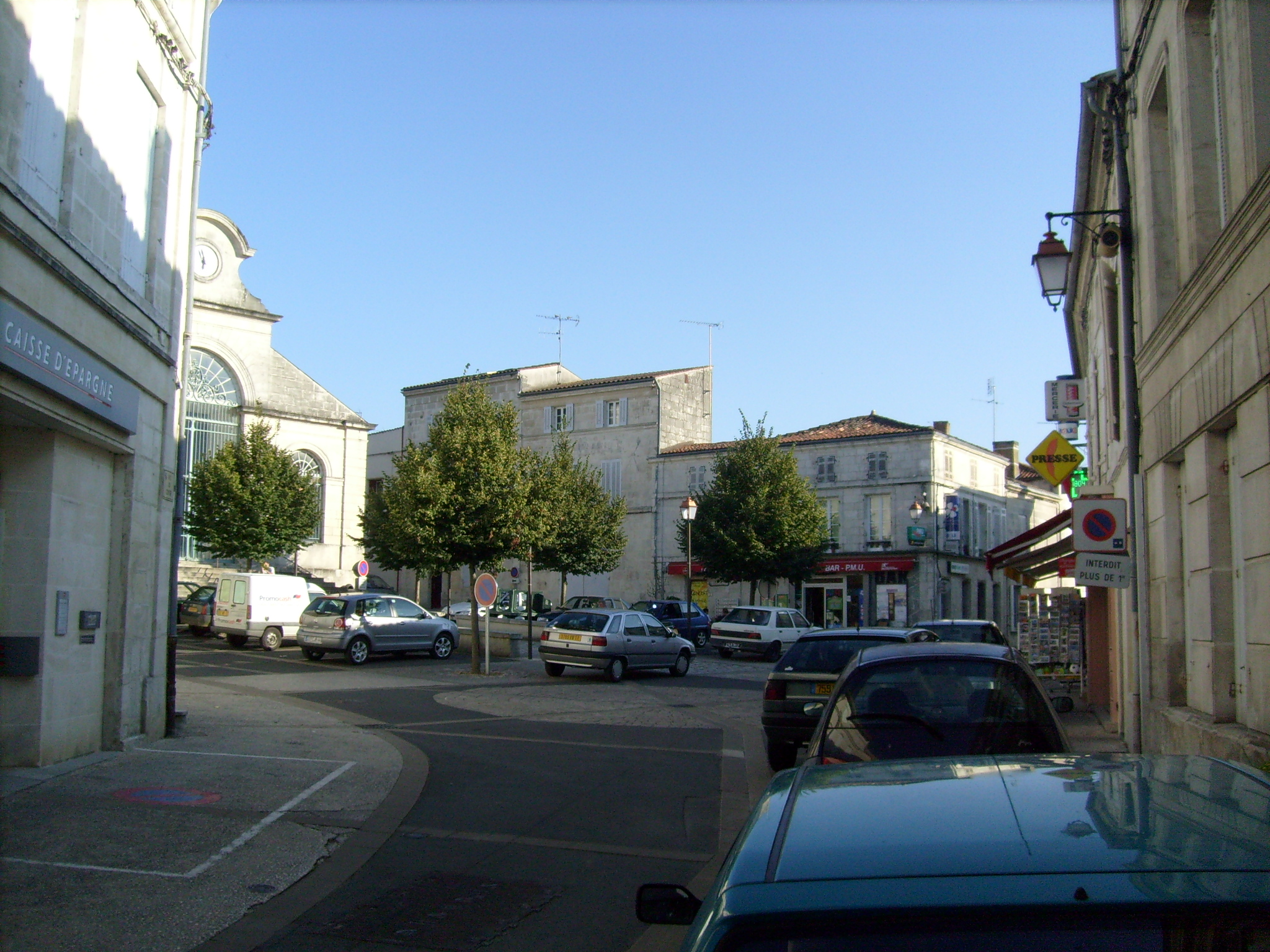
Centre-ville de Saint-Savinien.

## Personnalités liées à la commune
- Marc-René, marquis de Montalembert, né à Angoulême le 16 juillet 1714 et mort à Paris le 29 mars 1800, est un officier militaire, homme de lettres et ingénieur français, spécialisé dans les fortifications défensives et fondateur de la fonderie de Ruelle, en Charente. Il a été seigneur de la Vigerie.
- Charles François Marie Le Prévost de Basserode (1774-1849), seigneur de Basserode, de Hautgrenier, de Hautlieu et des Marisson. Il est maire de la ville de Wasquehal de 1848 à 1849. Il est issu de la famille Le Prévost de Basserode.
- André Trochut, (1931-1996) coureur cycliste professionnel de 1956 à 1963, a tenu commerce rue du centre jusqu'à son décès à Geay le 4 août 1996 alors qu'il circulait à bicyclette.
- Michel Teodosijevic, (1960-) écrivain et cofondateur des éditions Le Passage des Heures, à Saint-Savinien sur Charente valorisant les auteurs régionaux et le patrimoine des villes et villages en Charente-Maritime et Nouvelle Aquitaine.

## Héraldique
| Blason | Blasonnement : Parti : au 1er d’azur à la champagne d’argent, à la pierre taillée en parallélépipède aussi d’argent brochant en pal sur le tout, au 2e d’argent à la gabarre de sable équipée et flammée d’or, habillée de gueules, mouvant de la partition de ¾ vers senestre et voguant sur une mer aussi d’argent agitée aussi de sable. Commentaires : Le blason rappelle deux éléments importants de l'histoire du bourg : les anciennes carrières de pierre de taille et la navigation des gabares sur la Charente. |